# Historia de la ciencia en Honduras
La historia de la ciencia en Honduras describe la suerte de los investigadores e instituciones científicas de ese país y la producción científica útiles al saber y a la tecnología.
En la actualidad, la república de Honduras cuenta con alrededor de 500 científicos entre los que se encuentran: Salvador Moncada, Marco Tulio Medina, Cirilo Nelson, María Elena Botazzi, Gustavo Fontecha,Gustavo Pérez Munguía, Anabel Ferrera, entre otros.

## Ciencia en la Honduras precolombina

Numeración maya.

Por los descubrimientos arqueológicos en Honduras, se puede establecer que los habitantes precolombinos de lo que hoy comprende el territorio hondureño, tenían muchos conocimentos científicos, entre ellos podemos mencionar los siguientes:
- Uso del fuego, la arcilla, las plantas, entre otros elementos de la naturaleza, comprendiéndose así que tales utilizaciones debieron producirse previa observación de los mismos y de la divulgación ancestral.

- Arquitectura, en la construcción de la ciudad de Copán, construida por la civilización mayas y que entre sus vestigios arqueológicos se ha encontrado que usaban procedimientos quirúrgicos prehistóricos tanto en la salud, como en la estética; como ser en la odontología la implantación de métales entre los dientes y la práctica de aplastamiento del cráneo, entre otras cosas.

- Aritmética, la civilización maya utilizó el número "Cero", creado alrededor del año 36 a. C., antes que las civilizaciones europeas, el cero tenía su propio símbolo y formaba parte de la Numeración maya.

- Comercio y rutas comerciales;

- Calendarización de los días y periodización del ciclo lunar y solar que realizaban en su celebré astronomía rudimentaría para observar los astros, haciendo patente un amplio conocimiento de la ubicación y movimiento de los mismos, cuya comparación con la calendrización moderna no tiene diferencia alguna;

- Observatorio Astronómico Maya de Copán: Era uno de los sitios destinados a la observación de los astros, usado para entre otras cosas ver la aparición de Venus y del Sol, las fases lunares, debido a esto su calendario era lunar y les permitía saber cuando era el mejor momento para la siembra, y la realizar sus rituáles sobre agricultura, purificación y fertilidad.

- Cocina y preparación de bebidas: Entre las comidas más destacadas podemos mencionar el maíz nixtamalizado o tortillas, los frijoles, tamales y las distintas especies de animales y peces. Además utilizban remedios naturales realizados con plantas, raíces, etc. utilizados como medicamentos.

## Ciencias Médicas

Báculo de Asclepio, símbolo de la Medicina.

Con la llegada de los conquistadores y colonizadores españoles, se trajeron a América conocimientos de medicamentos europeos, y con la fundación de escuelas y universidades se implementó y priorizó la carrera de medicina como fundamental para el continente americano. Estos médicos debían de tener conocimientos tanto en medicina, como en botánica para la elaboración de sus medicamentos, debido a que se encontraban a miles de kilómetros de los centros de abastecimiento medicinal y bóticas europeas. Se sabe por la historia cronológica que en 1525 el Marqués del Valle, organizó una expedición al territorio hondureño conocido por aquel entonces y de la cual formaron parte el médico Pedro López, el boticario Br. Escobar y el cirujano Diego de Pedraza. Entre otras misiones médicas españolas, como la del doctor Francisco Javier Balmis en el siglo XIX, no abarcaban toda América y a su población. Sin olvidar aquellos naturistas y biólogos que realizaban sus experimentación fáctica en el nuevo continente con sus conocimientos de la vieja y antigua escuela naturista. Uno de los grandes exponentes hondureños del siglo XIX es el doctor Francisco Cruz Castro, quien aparte de haber sido Presidente de Honduras de sus investigaciones publicó en 1867 su obra Botica del pueblo editada en la ciudad de Comayagua en su primera edición, un libro de remedios caseros. De los mencionados sitios e ingredientes de la obra naturista Botica del pueblo el abogado y literato Alberto de Jesús Membreño quien también fue Presidente de Honduras interinamente, publicó Hondureñismos Vocabulario de los provincionalismos de Honduras en 1897 y cuya base investigadora reflejó un gran alcance en el compendio médico naturista y geográfico de la república Centroamericana.
Médicos extranjeros practicantes en Honduras en el siglo XVIII y XIX, José María Ledesma cirujano radicado en Trujillo ejerció en el Hospital La Concepción en 1770. Joseph Hoyle (cirujano inglés) radicado también en Trujillo en 1797. El británico Thomas Riss que estuvo en la dirección del Hospital San Juan de Dios, de Comayagua y en 1822 le sustituyó Carlos Joaquín Herrera, cirujano Real procedente de la Universidad de San Marcos de Quito (Ecuador) y que fue director del Hospital San Juan de Dios de Comayagua, en 1825 son fundadas las Juntas de Sanidad en Honduras; el doctor Manuel Feliciano Peña, salvadoreño establecido en 1820 en Honduras.
Mientras existía el hervor nacionalista y liberal en el recién Estado de Honduras en el siglo XIX, el general Francisco Morazán, contó entre sus filas del Ejército Aliado Protector de la Ley con los siguientes médicos Pedro Francisco de La Rocha, Joaquín García, José Guerra, Jean-Baptiste Fauconnier, Louis Gibourdel y José Silverio García Díaz, entre otros galenos extranjeros. El coronel y doctor José Silverio García Díaz, de Santa Rosa de Copán luchó en el occidente de Honduras cuando apareció un brote de cólera morbus, éste médico local y empírico, aprovechó las costumbres y díchos de personas mayores para erradicar un mal que causó muchas muertes en ese siglo. 
El médico y cirujano hondureño Joaquín Díaz realizó su Bachillerato en León, Nicaragua, después fue graduado de médico y cirujano por la Universidad de Guatemala, ejerció bajo al protomedicato en el gobierno del capitán general José María Medina, siendo uno de los pocos galenos nacionales a mediados del siglo XIX y que llegó a ser Decano interino de la Facultad de Medicina de Honduras. 
El doctor Carlos Ernesto Bernhard (alemán) quien además de ser rector de la Universidad Nacional, fue primer décano de la Facultad de Ciencias Médicas (UNAH) recién creada el 14 de febrero de 1882, el primer médico graduado de la universidad hondureña, fue Julián Baires en el año 1888. La Facultad de Odontología (UNAH) fue fundada hasta el 3 de julio de 1952, la Facultad de Ciencias Químicas y Farmacia (UNAH) en 1930. Para hacerlo saber, en la ciudad de Santa Rosa de Copán la Universidad Nacional de Occidente contó con una Facultad de Medicina, la que no consiguió su fin ya que la localidad no contaba con hospital donde realizar prácticas. 
Para 1887 entonces en la presidencia el general Luis Bográn, éste encomendó al didácta Ramón Antonio Vallejo Bustillo para que realizase un Censo General de la República de Honduras, el cual fue levantado un 15 de junio de ese mismo año, de los trece departamentos existentes (excluyéndose la Mosquitía) se reflejaba a Honduras como una nación pobre, con solo 22 ciudades, 9 villas, 179 pueblos, 679 aldeas, 427 caseríos, y 56 737 casas; con una población de 331 917 habitantes, de los cuales 263 045 eran ladinos, 68 272 indígenas; el 95 % era analfabeta, con solo 2 dentistas, 15 farmacéuticos, 16 ingenieros, 68 eclesiásticos, 80 médicos, 105 abogados y 410 profesores, con respecto a 30 639 labradores, 23 253 jornaleros, 16 561 costureras, 9227 lavanderas, etc. asimismo arrojando cuales eran los departamentos más ricos: Tegucigalpa, El Paraíso, Santa Bárbara y Olancho.
La modernización de lo que es el aparato gubernamental de la república de Honduras y sus órganos dependientes, se realizó a mediados del siglo XX, el país Centroamericano priorizando metas tenía su deuda internacional saldada, contaba con un Banco Central, la Universidad Nacional de Honduras ya era "Autónoma"; los maestros se especializaban en la Escuela Superior del Profesorado Francisco Morazán actual Universidad Pedagógica, los médicos contaban con que los hospitales se convertían en modernos centros asistenciales, asimismo en 1957 se consensuaba una Ley del Seguro Social de Honduras a partir de la masiva y exitosa Huelga de Honduras de 1954 es que la administración toma cartas en el asunto del amparo de los trabajadores y en 1959 se crea el Instituto Hondureño de Seguridad Social.
La Medicina Natural se ha conocido en Honduras tanto desde tiempos precolombinos como también por lo importado por los europeos. En el país se establecieron las primeras clínicas de medicina natural a partir de la década de los sesenta, -después de la Reforma Agraria- con la cual partieron con el conocimiento y bondades curativas de las plantas naturales, las cuales han servido a la gran cantidad de población pobre que no puede costearse una visita con un médico especialista, un diagnóstico y posterior un tratamiento clínico; es así que, las populares expendios medicinales naturales han logrado colarse en el mercado hondureño y mundial, a través de su accesible y económica adquisición.
En la década de los noventa, se publicó en Honduras el libro Manual Popular de las 50 plantas medicinales de Honduras, compilado por Paul House (CIIR-UNAH), Sonia Lagos-Witte (UNAH-Dirección de Investigación Científica) y Corina Torres (UNAH-Departamento de Biología), obra de carácter popular que demostraba los verdaderos poderes sanadores de la flora nacional.
- Sír Salvador Moncada único hondureño nominado a un Premio Nobel en Medicina y a su vez premiado con el Premio Príncipe de Asturias por sus aportes científicos. El doctor Moncada es Miembro de la Sociedad Científica de Gran Bretaña y a su vez catedrático.Doctor Sir. Salvador Moncada.

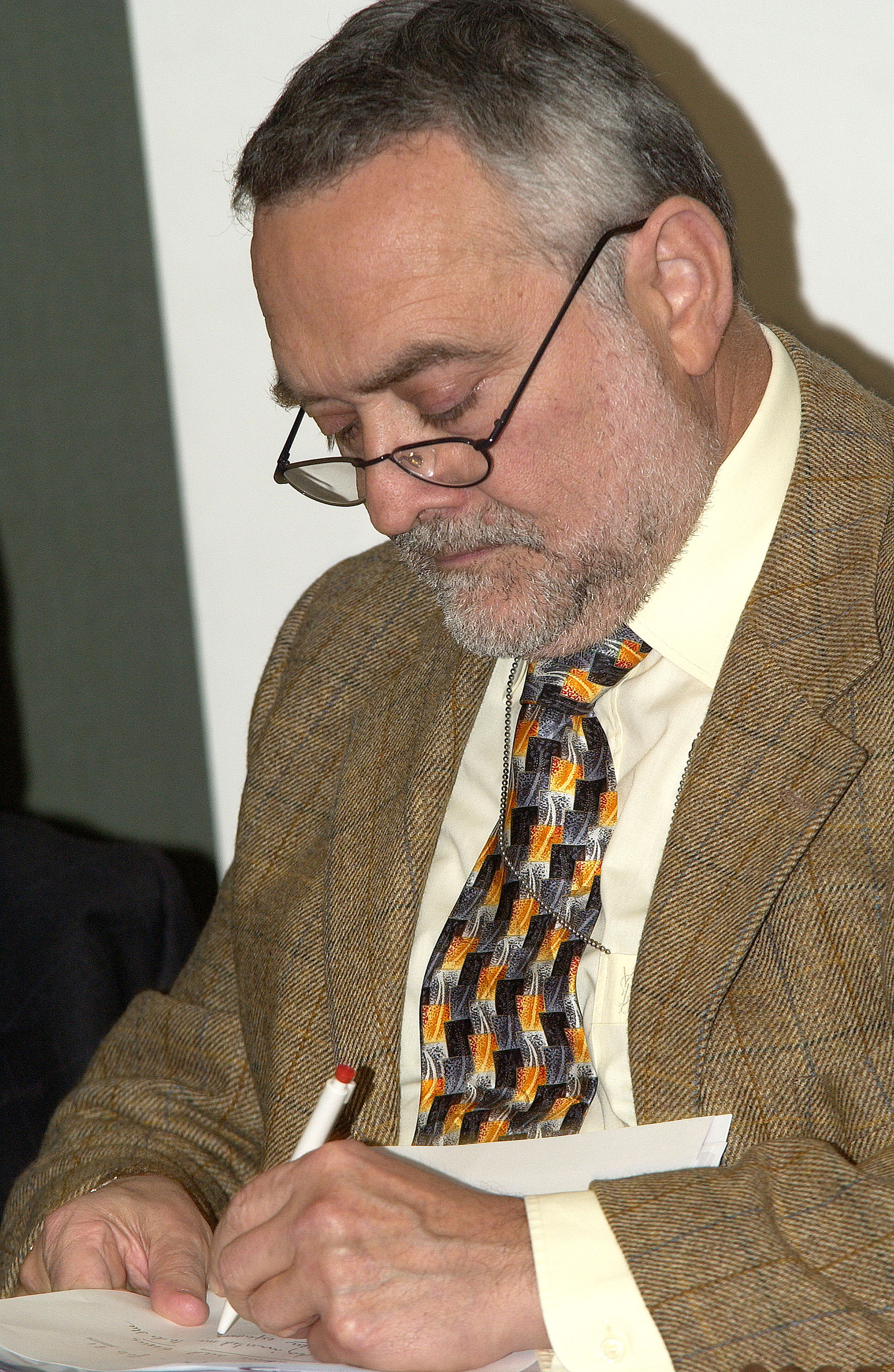
Doctor Sir. Salvador Moncada.

- Marco Tulio Medina Médico premiado con el Premio a la Investigación científica UNAH (2011), Premio a la Investigación Científica Rotary International Club Tegucigalpa (2009) y Premio Doctor Salvador Moncada a la investigación (2006).

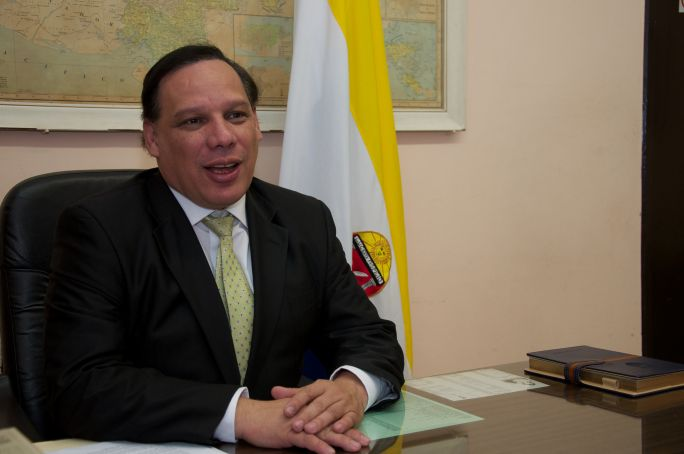
Doctor Marco Tulio Medina, prominente investigador.

- El doctor Hérnan Corrales Padilla[Nota 5] médico e investigador que realizó el "tratado de dermatología" útil compendio para el estudio de las enfermedades en la piel,[5] además fue presidente del Partido Demócrata Cristiano (Honduras) y candidato oficial presidencial, por el mismo.
- El doctor Enrique Aguilar Paz Cerrato[Nota 6] fue uno de los mejores especialistas en otorrinolaringología en el país, fue además Ministro de Salud.

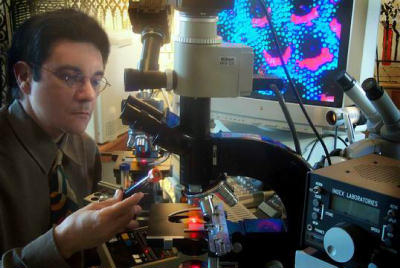
Doctor en biología Roberto A. Dabdoub, en su laboratorio.

En 1984, el doctor Tito Alvarado con especialidades en Infectología y Enfermedades Tropicales egresado de la Universidad de Houston, Texas, Estados Unidos, descubre el primer caso de VIH/sida en la república de Honduras, seguidamente emprende el conraataque y asimismo el estudio sobre el caso y en 1999 se emitió la Ley Especial VIH/sida en la república. En el año 2001, se alcanza la cifra de 4200 personas infectadas con VIH/sida, incluyéndose adultos y niños muertos al final del año. En el año 2003 el país centroamericano registraba 3300 muertes, pero entre el año 2004 y 2008 la cifra incrementó a 800 personas fallecidas, llegando así a los 4100 personas fallecidas en total por VIH/sida.
En 1988 es creada la Unidad de Investigación Científica de la Universidad Nacional Autónoma de Honduras, la cual es la responsable de contribuir con el desarrollo y la investigación de la salud en Honduras, desde la Facultad de Ciencias Médicas-UNAH.
En el siguiente cuadro se describen las enfermedades traídas por los europeos, luego las epidemias de la época de la conquista y colonia, como las desatadas actualmente en la historia de Honduras.
| Enfermedad                                          | Época              |
| Viruela, Gripe, Sarampión, Peste bubónica           | siglo XVI          |
| Tifus, Viruela, Sarampión                           | siglo XVII         |
| Cólera morbus, Gripe                                | siglo XVIII        |
| Cólera morbus, Viruela                              | siglo XIX          |
| Cólera morbus                                       | 2 de junio de 1837 |
| Influenza                                           | 1890               |
| Fiebre amarilla                                     | siglo XIX/siglo XX |
| Cólera morbus                                       | siglo XX           |
| Lepra                                               | siglo XX           |
| Paludismo                                           | siglo XX           |
| Dengue hemorrágico                                  | 1918-1980          |
| sida                                                | 1984               |
| Leptospirosis                                       | 1990               |
| Dengue hemorrágico                                  | 1990               |
| Pandemia de gripe A (H1N1) de 2009-2010 en Honduras | 2009-2010          |
| Chikunguña                                          | 2014               |
| Zika                                                | 2015               |
| Síndrome de Guillain-Barré                          | 2016               |

- El doctor Dario Gutiérrez, médico e investigador que labora en DKFZ en la investigación para erradicar el cáncer en Alemania país donde reside.
- Kerin M. Gattas Asfura, es un químico hondureño, su mayor aporte es haber colaborado a la creación de un páncreas bioartificial.

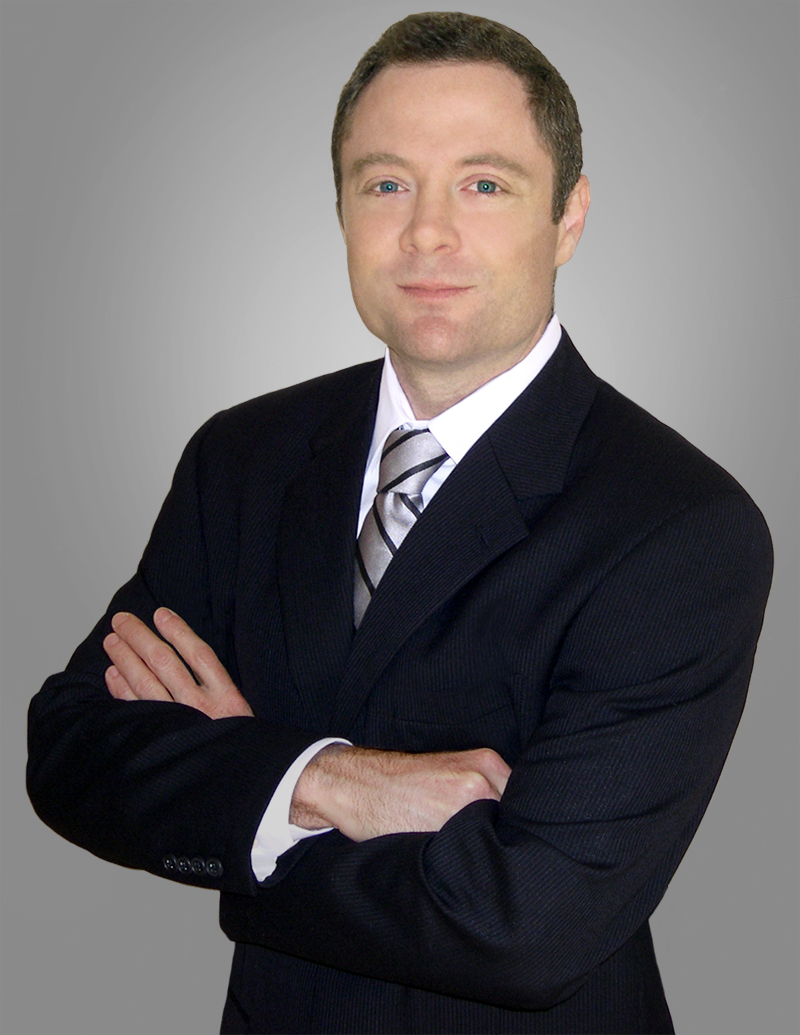
Doctor en Química Kerim Gattas Asfura.

- La doctora Anabel Ferrera médico y catedrática de la UNAH es otra de las investigadoras hondureñas que evolucionan el país y la ciencia médica local.

En el mes de junio de 2015, un grupo de jóvenes estudiantes del Grupo de Investigación Médica de la Universidad Católica de Honduras desvelan un sorprendente hallazgo de un extraño síndrome en un paciente en observación; dicho caso, llamó la atención del Centro de Diagnóstico Genético de Greenwood del Estado de Carolina del Sur y en particular del prestigioso doctor estadounidense Charles Schwartz, quien se ha sumado en las investigaciones de dicho síndrome.

En 2016 se registró que en la república de Honduras, existían 133 casos de pacientes que presentaban síntomas del síndrome de Guillain-Barré (SGB) y de pacientes con síntomas de microcefalia son 18 casos. Los protocolos para combatir estas enfermedades están a cargo del Ministerio de Salud Pública, la UIC-UNAH, como el de los investigadores médicos en brindar una solución científica para eliminarlas.

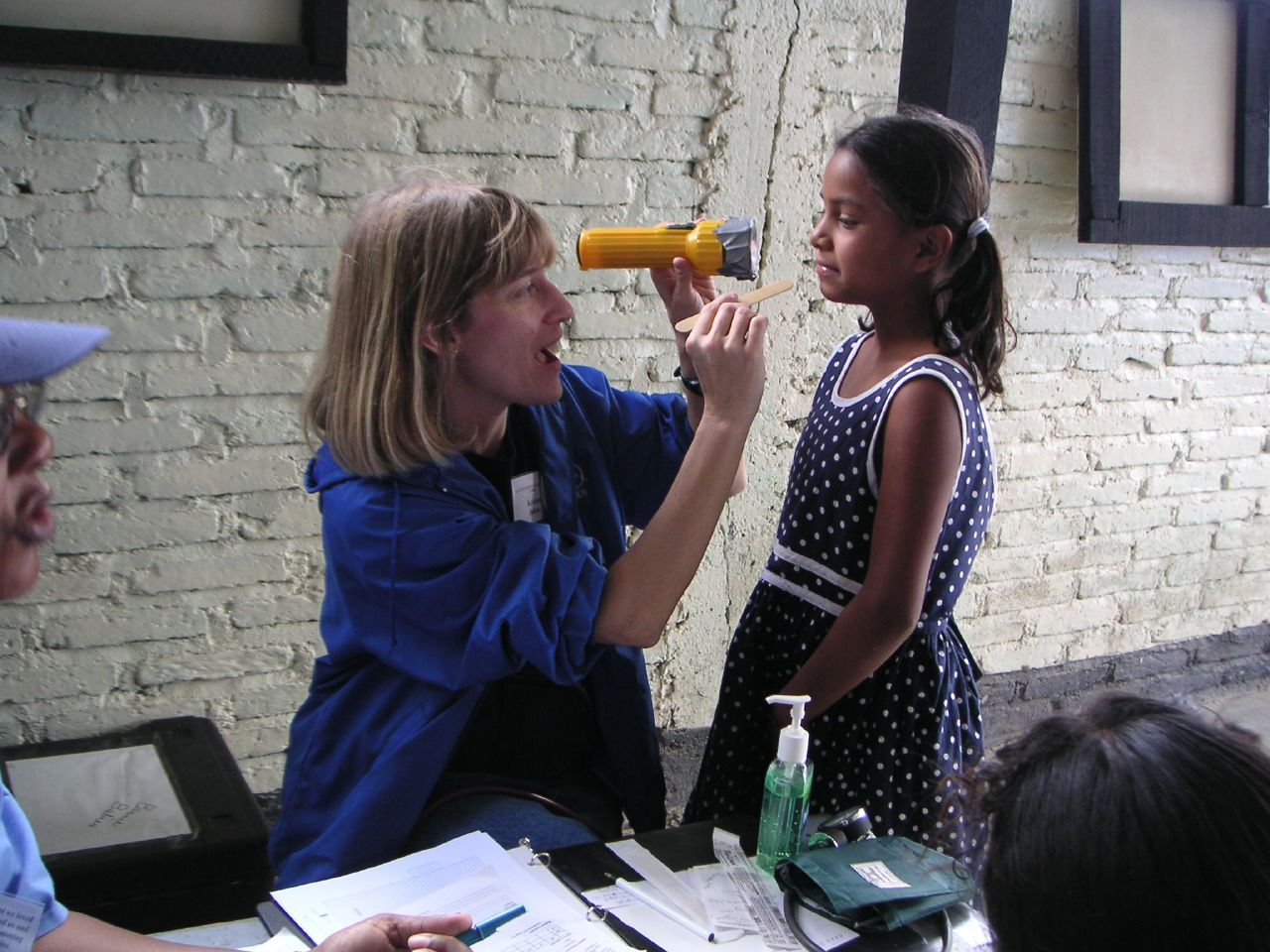
Chequeo de una niña en 2004: la salud de los futuros hondureños debe estar garantizada sin excepción alguna.

## Ciencias Biológicas, Botánicas, Químicas, Físicas
La república de Honduras, por su situación geológica cuenta con importante riqueza en especies de naturaleza y fauna animal, los mismos han sido explotados sin el debido proceso de regeneración. La tala indiscriminada de árboles para satisfacer un mercado de "maderas preciosas" bate en cantidad a los sitios reforestados a los cuales han sido aprovechados legal o ilegalmente, en el país centroamericano, la problemática de aprovechar los suelos talando los árboles o en caso de incendios forestales en temporada de verano, en concreto terminará haciendo un desierto de una cuantiosa zona del territorio nacional, mientras el ente gubernamental que cuida, regula y protege estos sectores, la Corporación Hondureña de Desarrollo Forestal (COHDEFOR) segundo en la escala jerárquica de la Secretaría de Recursos Naturales, se queda incapaz de solventar una problemática de índole catastrófica a corto plazo. La naturaleza también sufre de enfermedades y la hondureña no es la excepción, los árboles de pinos, robles, liquidambar, lesquin, etc, en enormes extensiones han sido perjudicados por brotes de escarabajos, gorgojos y gusanos; lo mismo ha pasado con cultivos en el maíz, café, cereales, etc. para ello se debe contar con un plan de contingencia y de actuación inmediata. Por otro lado; la caza furtiva de animales protegidos por extinción y la colocación de trampas para capturar animales -también protegidos- y venderlos al extranjero sacude los cimientos de un paraíso tropical, por malas gestiones administrativas.
Hasta 2015 el gobierno Hondureño, emitió una Ley de Protección y Bienestar Animal, con la cual pretende mejorar el trato de los hondureños hacia los animales, tanto es estado salvaje y protegidos, como los domésticos.
En Honduras, también existen escuelas agrícolas de las cuales los egresados sea nacionales o internacionales, quedan satistechos al haber conocido e investigado en sus estudios, tanto la fauna como la flora nacionales, entre los centros se encuentran: La Escuela Agrícola Panamericana, Zamorano, fundada en 1941 por el empresario bananero Samuel Zemurray fue de los primeros centros para el estudio de la flora hondureña, de la misma han egresado tanto estudiantes nacionales como internacionales, de ingenieros agrícolas con altas capacidades técnicas. En 1950 fue fundada la Universidad Nacional de Agricultura y Agronomía (Honduras) con sede en Catacamas, Olancho, seguidamente en 1952 es fundada la Escuela Nacional de Agricultura (ENA) centro que dio inicio a sus actividades en 1953 con el nombre de “Escuela Granja Demostrativa” dependiente del Ministerio de Agricultura y en 1958 pasó a depender del Ministerio de Educación Pública. La Escuela Agrícola Pompilio Ortega en Comayagua, también es otro famoso centro hondureño que se enorgullece de egresar profesionales. Fue hasta en 1955 cuando fue creada por el gobierno de Honduras, la Secretaría de Recursos Naturales y Ambiente de Honduras ente encargado para velar por la riqueza en Flora y fauna de Honduras, con esto se presentaba y daba a entender que la naturaleza en todo su esplendor sería específicamente investigado por académicos internacionales y nacionales, se registraron cientos de especímenes de flora y fauna desde la década de los años cincuenta, asimismo los activistas solicitaban la protección de aquellos lugares catalogados como patrimonio, entre los que hay: El Jardín botánico Lancetilla, la Reserva de la biosfera de Río Plátano, el famoso parque nacional Montaña de Celaque, entre otros parques nacionales naturales y también  se encuentran los Centros de Investigación, Desarrollo y Propuestas económicas y Sociales. El Centro de estudio y control de contaminantes (CESCO). 
El Centro de Estudios Generales de la Universidad Nacional Autónoma de Honduras, fue fundado en el año de 1960 y en el cual los estudiantes podían egresar con Licenciatura en Pedagogía, Matemáticas, Biología, Física, Trabajo social, Historiadores, Filosofía, Artes, Lenguas extranjeras, Letras, Educación física, Música, Sociología, Astronomía y Astrofísica, todas éstas antes de realizarse una nueva remodelación en el sistema educativo universitario.
Fue el 6 de enero de 1969 que a través del Ministerio de Educación Pública es creada y después fundada la Escuela Nacional de Ciencias Forestales (ESNACIFOR) en la ciudad de Siguatepeque. Escuela en la cual egresan profesionales dasónomos. 
En 1989 fue fundado el Instituto de Ciencias Marinas de Roatán, Islas de la Bahía aunque no recibe ningún aporte económico del gobierno de Honduras, su importancia se debe al estudio de los Delfines del Mar Caribe y especialmente a los hondureños.
El profesor Luis Landa Escober egresado de la Universidad de Chile y quien a mediados del siglo XX, expuso y publicó sendos tratados tanto de Física, de botánica, de historia y Ciencias Naturales en general; cabe resaltar de sus investigaciones las obras "Temas Geográficos de Enseñanza Primaria” publicado en 1913, "Botánica sistemática” (1940), "Aves regionales de Honduras” (1970), entre otras publicaciones; el profesor Luis Landa Escober, fue nombrado junto a los notables Fausto Dávila, Rómulo Ernesto Durón, Carlos Alberto Uclés, Pedro P. Amaya y Carlos Lagos, a participar representando a Honduras en el Segundo Congreso Científico Panamericano realizado en la ciudad de Washington D. C., Estados Unidos de América en 1915.
El doctor Jesús Aguilar Paz realizador de la obra Interpretación Química y Ley Periódica Universal en 1947, para ser estudiado en secundaria y la universidad hondureñas.
El ingeniero agrónomo Pompilio Ortega además de la docencia escolar como agraria, fue un investigador en torno a las clases de café hondureño, para ello público sus notas en las obras: Nociones de agricultura (1921) y El cultivo del café en Honduras (1946). 
Cirilo Nelson importante biólogo descubridor de varios especímenes de plantas, le fue otorgado el Premio Nacional de Ciencia José Cecilio del Valle en 1987, por sus logros.
Elió Durón de la (UNAH) junto a Óscar Cruz y Danilo Escoto, premiados por la realización de "Validación de un híbrido de maíz (Zea Mayz)". 
La joven Paula Paz Matute con máster en Física, es miembro de la Sociedad Alemana de Físicos y en 2015 recibió educación académica sobre Física en Alemania.
Francisco Javier Bueso, ingeniero botánico que labora en la NASA en estudios de investigaciones orgánicas. 
Johan Samir Osorio Álvarez es un joven investigador en biología además el hondureño fue premiado por la Sociedad Americana de Ciencia Animal.
Abraham Bueso Arias, Tecnólogo Médico con una Maestría en Bacteriología.
Un grupo de 14 estudiantes originarios del Departamento de Intibucá representara a Honduras en el concurso Olímpico de robótica, que se llevará a cabo en la ciudad de Washington D. C. entre el 17 y 18 de julio de 2017. Es la primera vez que un colectivo estudiantil representa al país centroamericano en un concurso de esta magnitud.
El Doctor Josué Molina, educado en la Pontifícia Universidad Católica de Río de Janeiro, es un físico hondureño que realiza investigaciones de su materia en el Gran Colisionador de Hadrones del Centro Europeo de Investigaciones Nucleares, (CERN).

## Ingeniería, ciencias geológicas, astronómicas

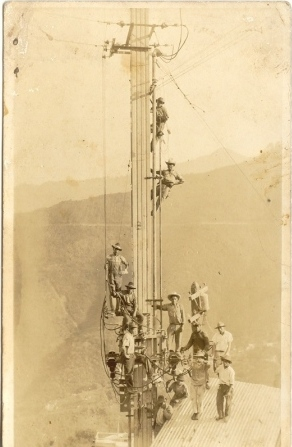
Trabajos de instalación eléctrica en San Juancito, Honduras.

Los primeros ingenieros que llegaron a las Américas, fueron aquellos con fines militares, seguidamente la necesidad imperiosa de la construcción, solicitó a los gobernantes que los estudiosos en la materia de la invención llegásen al nuevo mundo con el fin de construir ese imperio para sus majestades españolas. Después de las armas, los ingenieros y agrimensores fueron los que construyeron las primeras carreteras y delinearon lo que en sí eran los territorios coloniales. Honduras tiene en su historia la portentosa bastión militar como lo es la Fortaleza de San Fernando lograda por el ingeniero español Luis Diez Navarro y Albuquerque, la segunda más grande en América; aunque la primera fortificación edificada en Honduras es la Fortaleza de Santa Bárbara y seguida del Convento de Álcala hoy Cuartel San Francisco ambas en el silo XVI, con el auge minero hondureño llegaron cientos de ingenieros extranjeros a laborar en la extracción de los minerales preciosos. En el siglo XIX llegaron ingenieros extranjeros de nuevo para la construcción del Ferrocarril nacional, luego la remodelación de los muelles de la Empresa Nacional Portuaria que también necesitó de experiencia extranjera. En el año de 1881, se creó en la Universidad Nacional de Honduras la Facultad de Ingeniería (UNAH) en la cual egresaban profesionales en Ingeniería civil, agrimensura, Perito Minero, Perito Constructor, Perito Químico y Perito Agrónomo. Ya en el siglo XX se dispuso realizar la carretera que uniera a Honduras totalmente, uno de los más famosos ingenieros fue Gonzalo Luque "Chalo" que además de participar en la obra, también fue cronólogo de los hechos acontecidos en la Guerra Civil de Honduras o guerras montoneras ocurridas en la primera mitad del siglo; luego se construyó en 1980 la Central hidroeléctrica Francisco Morazán conocida popularmente como "El Cajón" que es la faraónica obra de ingeniería que abastece de luz eléctrica al país. Si no fuera por el Mapa de Honduras creado en 1933 por el doctor Jesús Aguilar Paz la república de Honduras seguiría depositando la confianza en los cartógrafos extranjeros, con la llegada del Sistema de posicionamiento global desde la década de los años setenta y seguidamente el GPRS en -1980- es más sencillo encontrar dispositivos tanto GPS, como en el móvil o teléfono celular y tabletas actuales, la ubicación exacta de cualquier objeto terrestre, con coordenadas y hasta imágenes 3D.
El 20 de febrero de 1957 es fundada la Empresa Nacional de Energía Eléctrica (ENEE) que es la encargada de suplir energía eléctrica a la población, previamente la primera instalación eléctrica se realizó en San Juancito, zona minera hondureña del centro del país y en la cual residían muchos estadounidenses, a principios del siglo XX varias ciudades hondureñas con poder adquisitivo instalaron pequeñas plantas eléctricas, alimentadas tanto de leña, como hidroeléctricas aprovechando la fuerza de los ríos. Seguidamente el auge de la población y la necesidad industrial de proveer más energía eléctrica, llevaron al gobierno contratar empresas privadas para la colocación de plantas geotérmicas, que sumados a la generada por la Central Hidroeléctrica Francisco Morazán, abastecen insuficientemente al país.

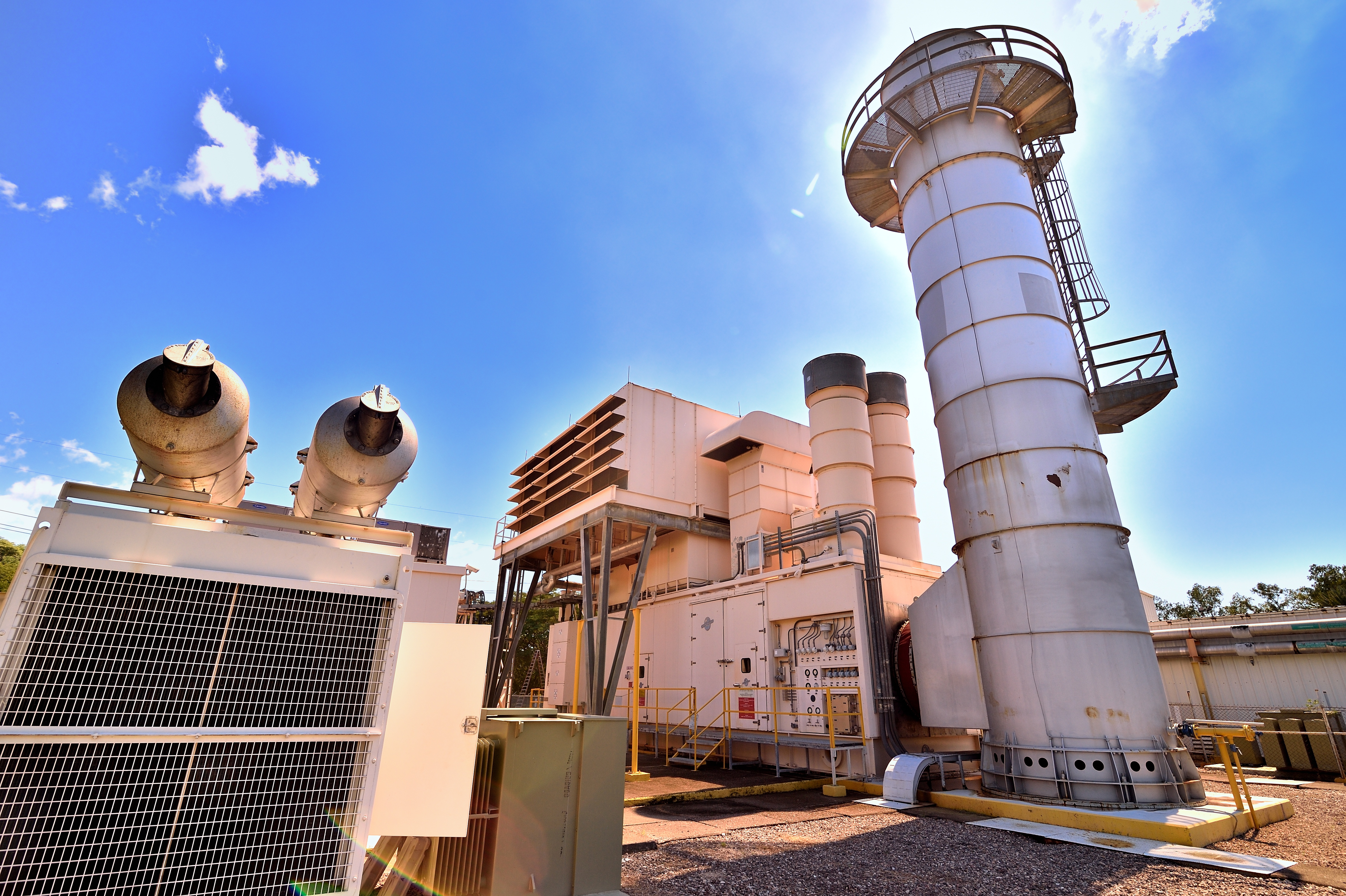
Planta de energía eléctrica PAVANA 1, la cual genéra 39.5MW.

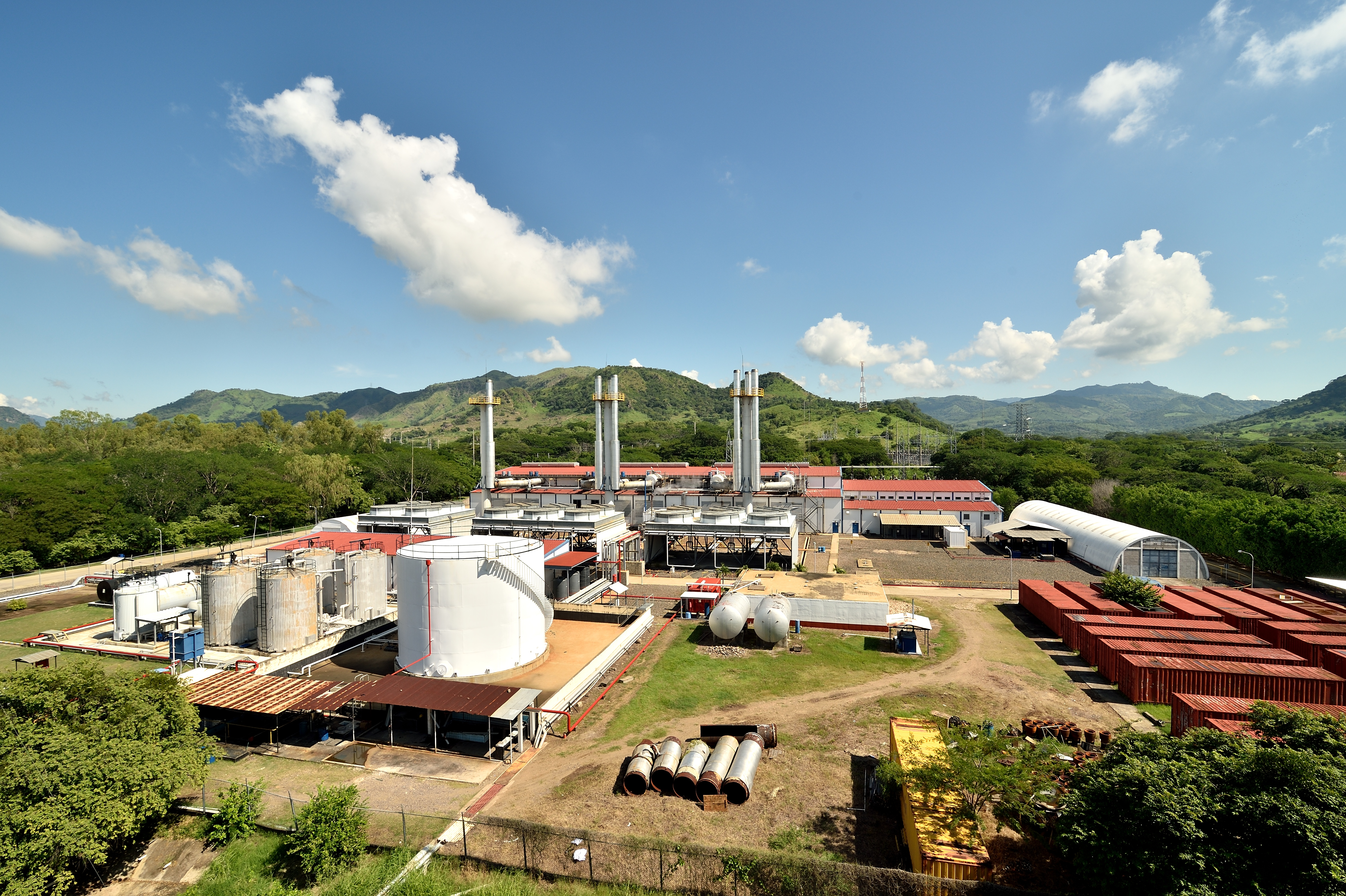
Planta de energía eléctrica PAVANA 2, la cual genéra 82MW.

La primera instalación de una energía renovable fue el Parque eólico Cerro de Hula con ella, se verificó el aprovechamiento de las corrientes de aire para generar energía limpia, aunque en la actualidad, el costo elevado tanto de la instalación como el mantenimiento de estos parques, hace imposible cambiar la energía eléctrica generada por los caudales de los ríos hondureños. 

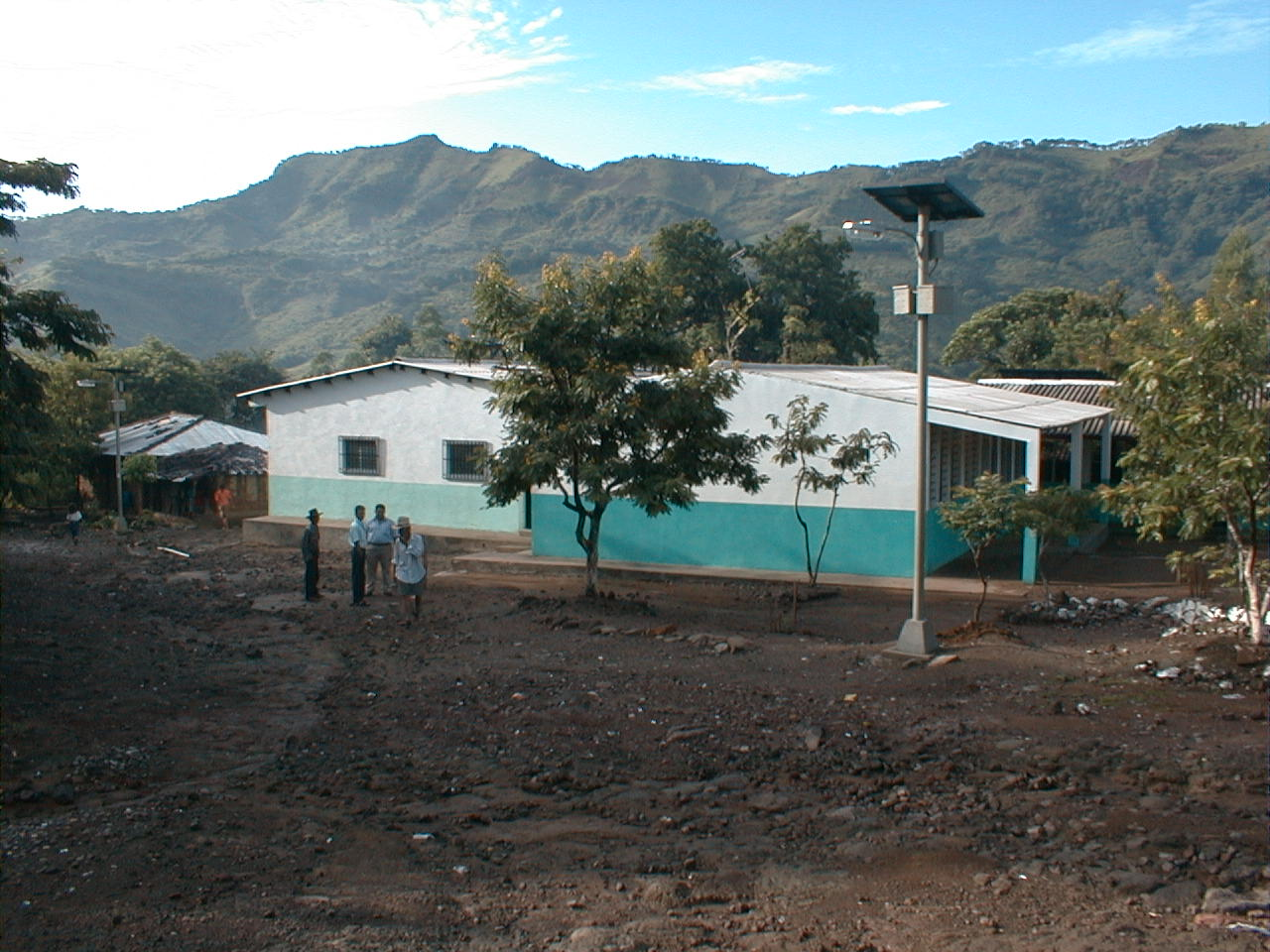
Planta de energía solar instalada en la Escuela rural de San Ramón Departamento de Choluteca en 1999.

Manuel Bueso Pineda, egresado de la Williston Academy de East Hampton en el Estado de Massachusetts para luego, continuar sus estudios en el College of Mining and Technology, de Haughton, Estado de Míchigan como ingeniero en minas, como su hermano Abraham Bueso Pineda egresado de la Willinston Academy de East-Hampton, Estado de Massachusetts, Estados Unidos de América y después continuó estudiando en Rensselaer Politechnic Institute en Troy, Nueva York. fueron los encargados de la Mina de San Andrés de la Nueva Zaragoza en el departamento de Copán, dicha mina descubierta y explotada desde la colonia, a mediados de los años noventa la empresa canadiense Greenstone Minera utilizó un escaneo aéreo para detectar que bajo la población que era la aldea de San Andrés jurisdicción del municipio de La Unión existiese una gran veta de minerales, por cuanto la población total fue demolida y reubicada unos kilómetros más abajo de la colina donde fue fundada por los españoles.

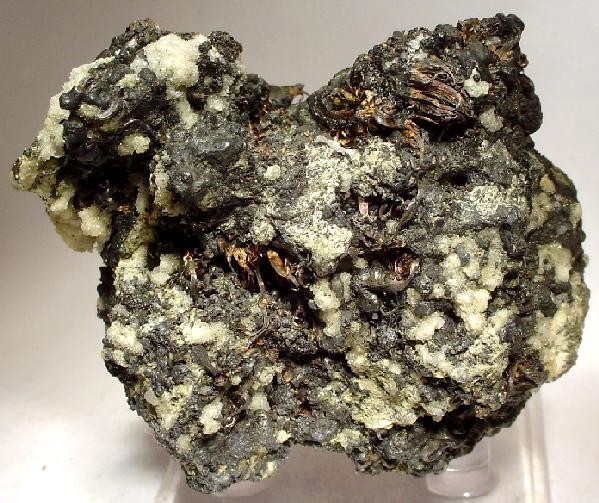
Mineral de Plata de la Mina el Mochito

La "Mina El Mochito", en el occidental Departamento de Santa Bárbara, es la mina hondureña más grande de Centroamérica, en 1979 contaba con 100 kilómetros de galerías subterráneas con electricidad, línea férrea y estaciones y cañerías de agua potable; galerías que comprendían entre 1750 y 2475 pies de profundidad, actualmente la Compañía NYRSTAR tiene la concesión minera y su producción es de 75,000 toneladas mensuales, el nivel máximo de profundidad actual de la mina es de 3300 pies.
- María Cristina Pineda Suazo Físico astrónomo directora del Observatorio Astronómico Centroamericano de Suyapa OACS, primera decana de la Facultad de Ciencias Espaciales (UNAH) creada en el año 2009 y es la única en ofrecer licenciaturas de astronomía y astrofísica.
- Wilfredo Cesar Flores Castro, Dr. en Ingeniería Eléctrica, creador del Observatorio de la Energía de Honduras.https://public.tableau.com/app/profile/gp17447/viz/EstadsticasElectricidadHonduras/EstadsticasENEE
- Brayan Obed Larios López, físico hondureño residente en Gran Bretaña,
- Carol Miselem hondureña laborando en el Centro de Control espacial de la NASA,
- Luis Francisco Bográn, labora en el centro de estudios de la NASA,
- Juan Fernando Gálvez, labora en el centro de estudios de la NASA,
- Marco Cáceres labora en la NASA y en Boeing, EAPS.
- Abraham Rosa Amador, labora en la Agencia espacial NASA.
- Brayan Salazar hondureño reconocido por el Instituto Tecnológico de Massachusetts, MIT Technology review, por su invento del dispositivo eólico para cargar dispositivos móviles.[26]
- Yeny Carías, creadora de un software que traduce la voz al lenguaje de señas (para personas con discapacidad auditiva)[27] su invento lo realizó con su colega Raúl Palma, ambos docentes de la UNAH; mismo que fue reconocido por la MIT Technology Review y por la Organización Mundial de la Propiedad Intelectual.
- Walter Martínez Profesor de Ingeniería Eléctrica en la Universidad de Long Beach y el único latino en la Sociedad de Robótica del Sur de California, Estados Unidos de América.[28][29]
- Josúe David Hernández Moradel Ingeniero eléctrico industrial, contratado por la Empresa Google para realizar pruebas en Hardware.

## Ciencias sociales
En las ciencias sociales sobresalen tanto historiadores, escritores, periodistas, investigadores como recopiladores del folclore de Honduras. El primer centro de educación fue el Colegio Tridentino de Comayagua en 1731 y la primera academia fundada en Honduras con fines educativos fue la Academia Literaria de Tegucigalpa en 1845. la Universidad apaeció hasta 1847, teniendo como base a la Academia Literaria. Uno de los grandes pensadores e ideologos fue el licenciado José Cecilio del Valle. 
La historia de Honduras en cuanto a la época prehispánica, su descubrimiento, conquista, colonización y época contemporánea y moderna fue cronologada y periodizada según iniciativa de Medardo Mejía que planteó la periodización histórica de Honduras, época precolombina, época colonial y período de independencia.
Alberto de Jesús Membreño fue el editor de la importante obra Hondureñismos en 1897 cuyo vocabulario es un auténtico compendio de los vocablos usados en la nación. Rómulo Ernesto Durón fue de los primeros políglotas en traducir obras del inglés al español. Víctor Manuel Ramos además de poeta, escritor es quien ideó la realización del Diccionario de las lenguas de Honduras. El Doctor Jesús Aguilar Paz creador del Mapa de Honduras en 1933 y el libro Tradiciones y leyendas de Honduras. Fundada por académicos nacionales la Sociedad de Geografía e Historia de Honduras fue un ícono en la documentación e investigación de lo netamente hondureño, asimismo creada que fue la Academia Hondureña de la Lengua con matices sobre las letras hondureñas. Para hacerse conocer Honduras y su cultura en el extranjero, como también las demás culturas de los países del continente americano, se creó el Instituto Hondureño de Cultura Interamericana en el año 1939 y el cual aun continúa con su labor educativa interregional.

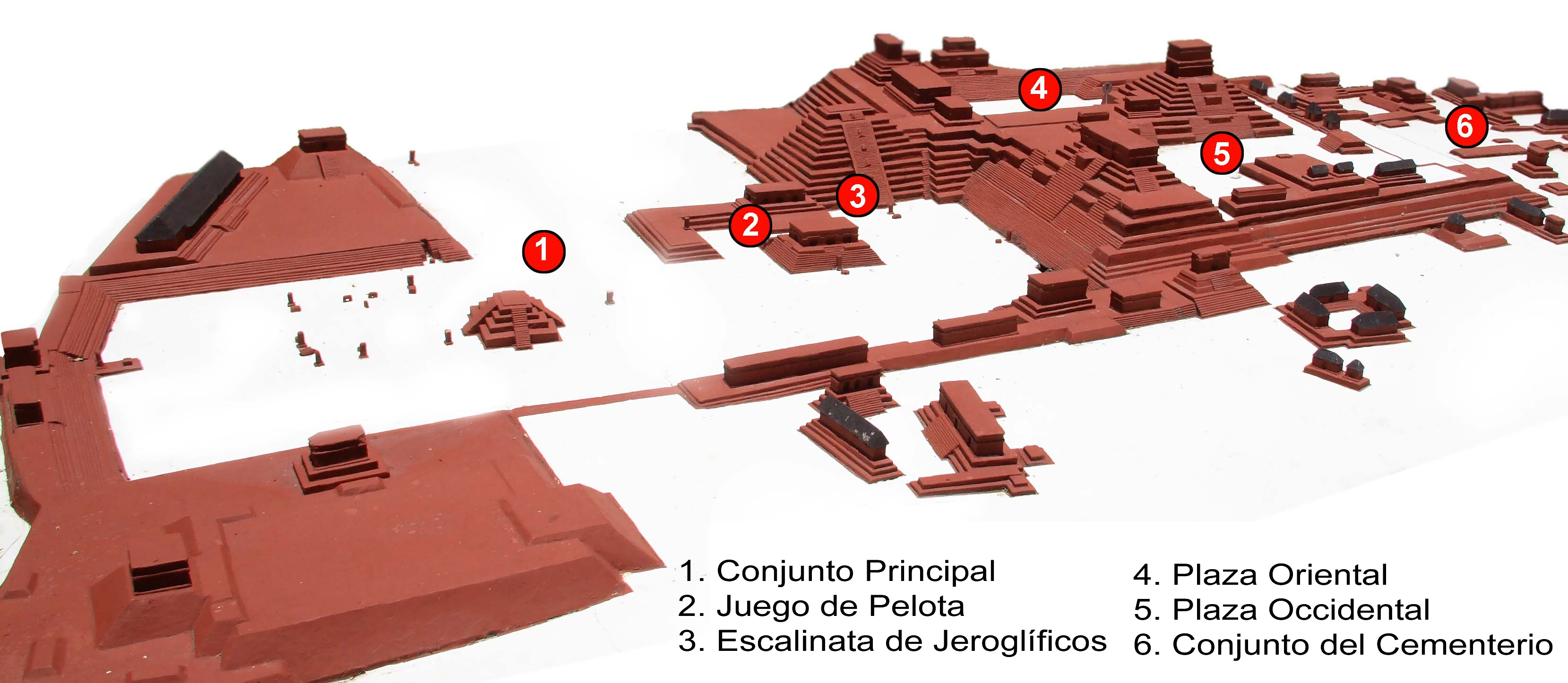
Mapa de la Plaza Maya de Copán.

Los estudios del complejo arqueológico de la Cultura Maya en Copán, comenzaron en el siglo XIX primeramente realizando la adquisición del sitio y terrenos aledaños privados, seguidamente se reconoció y catalogó todos los restos, para ello la administración gubernamental y universidades extranjeras especializadas en arqueología realizaron convenios tanto de restauración, estudio y datación de las piezas y edificios de la plaza principal, comenzándose dicho trabajos a partir de 1934 cuando siendo presidente de la república el doctor y general Tiburcio Carias Andino solicita soporte y ayuda técnica a la Fundación Carnegie de Estados Unidos de América; en fecha 22 de julio de 1952 fue creado el Instituto Hondureño de Antropología e Historia (IHAH) que es el encargado de proteger el patrimonio cultural del país.

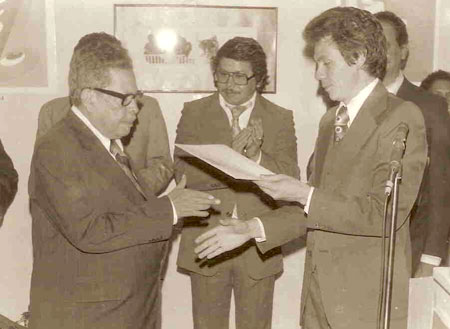
Dos íconos culturales Medardo Mejía recibe de manos de Víctor Manuel Ramos la Medalla del Consejo Mundial de la Paz en 1978.

Historiador nacional y educador José Reina Valenzuela, cuyas obras investigativas y recopilatorias, aun presentes en los anqueles universitarios.
La antropóloga Doris Stone Zemurray realizó grandes aportes para conocer las culturas indígenas de Honduras, sus obras de investigación colman las bibliotecas hondureñas y dan significado a la existencia pre y pos española en el país.
Ricardo Agurcia Fasquelle importante arqueólogo hondureño descubridor del Templo Rosalila en el Copán (sitio arqueológico).

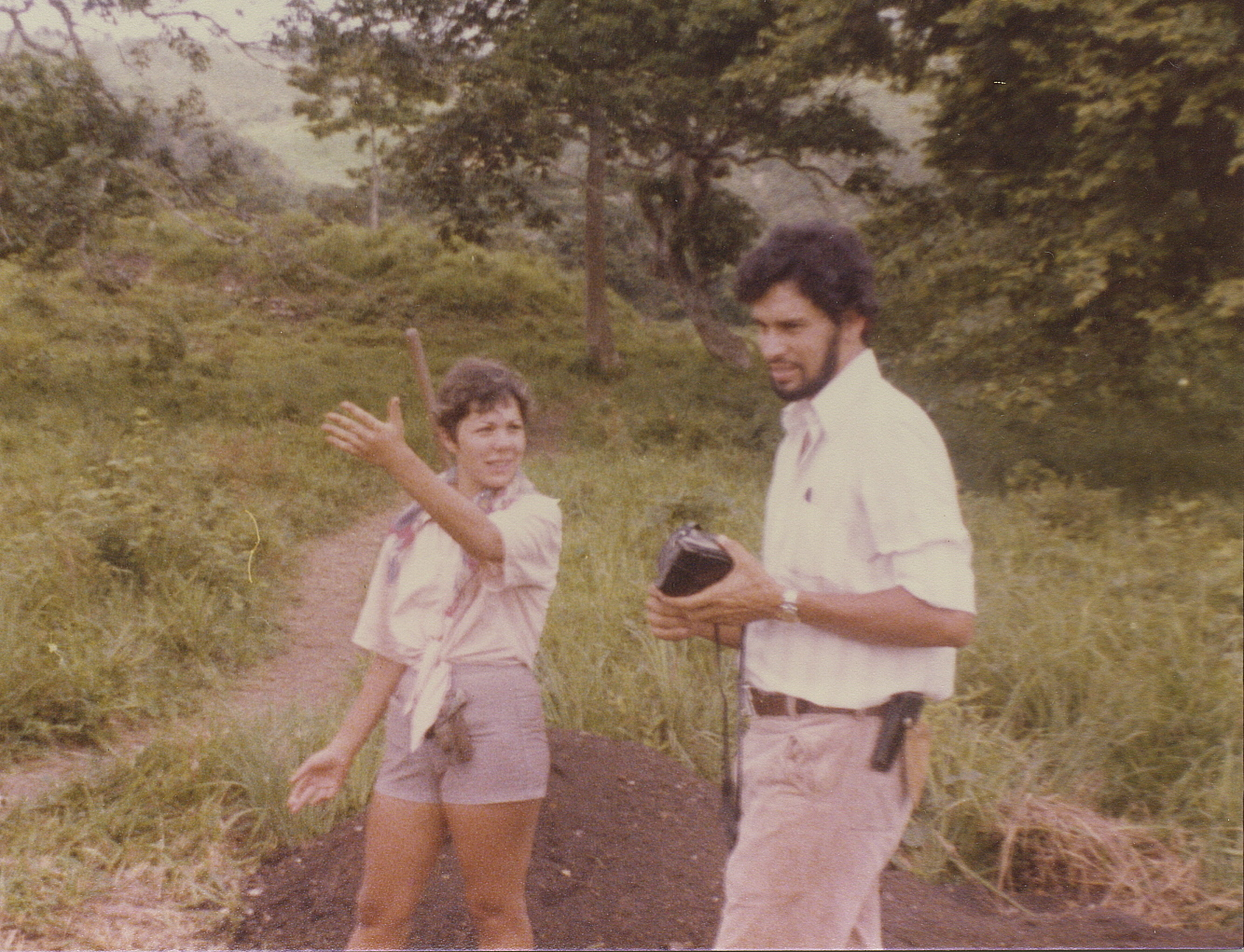
La arqueóloga mayísta Elena Cros y el arqueólogo Ricardo Agurcia Fasquelle, en el sitio de Calabazas, 1980.

Jorge Alberto Amaya Banegas. Investigador e historiador cuya obra: Los Árabes y Palestinos en Honduras (1900 - 1950), (1997) y con el otro volumen: Los Judíos en Honduras (2000) da un giro importante al evaluar la inmigración hacia Honduras.
Darío A. Euraque, Estado, poder, nacionalidad y raza de la historia de Honduras. Ensayo histórico recopilatorio (1996). 
Rodolfo Pastor Fasquelle. Escritor y político que además fue Ministro de Cultura y Turismo, autor de la obra histórica: Biografía de San Pedro Sula, 1536-1954 en (1990).
El periodismo en la nación se realiza desde la tercera década del siglo XIX con la llegada de la primera imprenta a Honduras, fue fundada el Órgano nacional La Gaceta; de los periodistas de este siglo y del siguiente figuran: Álvaro Contreras, Froylán Turcios, Alfonso Guillén Zelaya, Argentina Díaz Lozano, 

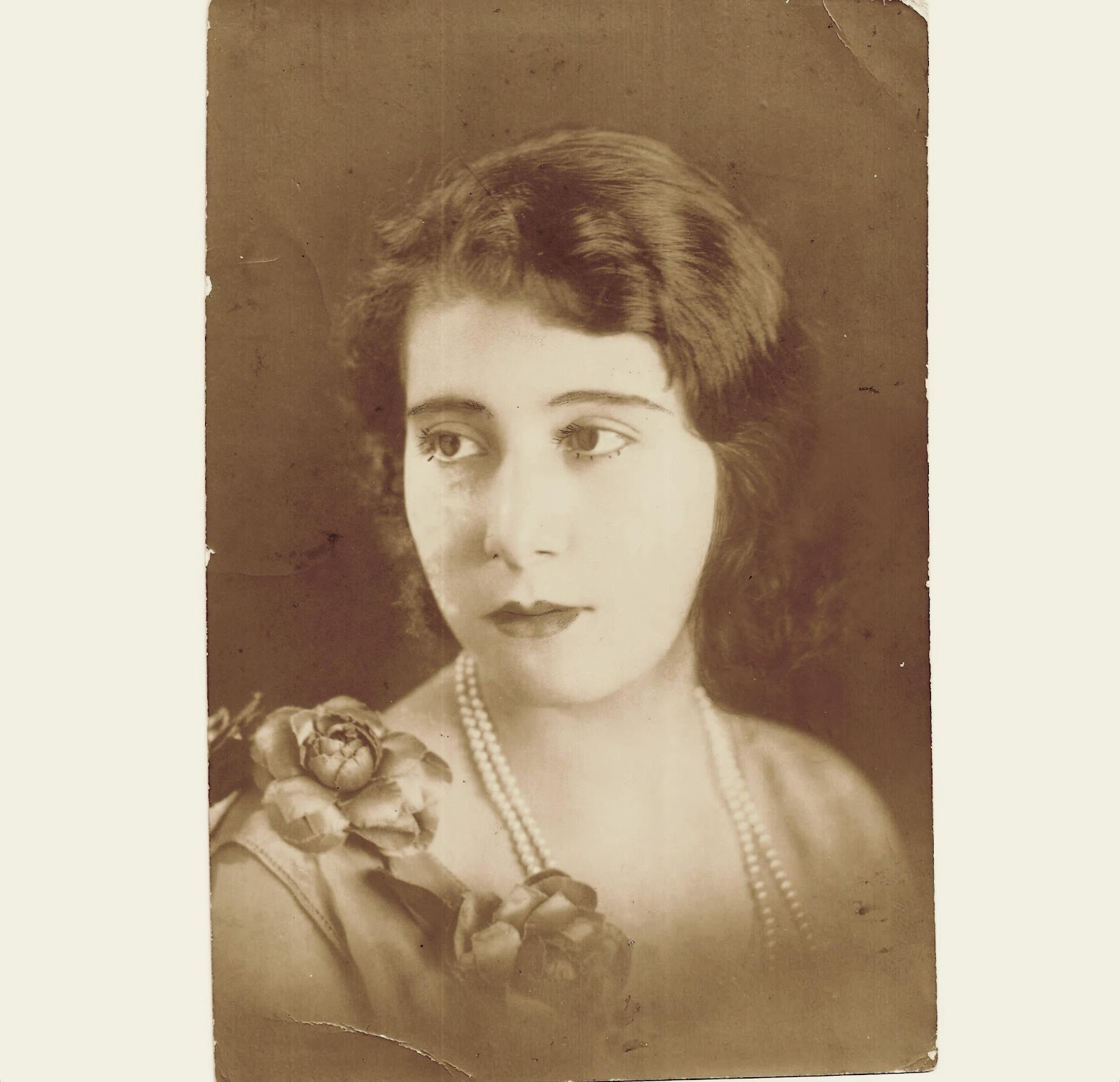
Argentina Díaz Lozano o (Argentina Bueso Mejía) escritora y novelista, única hondureña nominada al Premio Nobel de Literatura.

## Inventores hondureños
El invento por excelencia en la historia de la humanidad ha sido el descubrimiento del fuego y de la rueda, como lo mencionó Arquímedes "Dadme un punto de apoyo y moveré el mundo" palabras claves para desarrollar la inventiva de nuestra especie con las cuales se ha podido realizar tanto descubrimientos sorprendentes en todos los aspectos científicos conocidos con el único fin de generar progreso. Las Ferias de las Ciencias en las instituciones de secundaría de Honduras en los años ochenta, generaban una gran expectación, había aparecido en el mundo esa atractiva carrera espacial y ser astronauta era lo más grande en ser alcanzado, lo más cercano a eso, era ingresar a la Academia Militar de Aviación de Honduras Capitán Raúl Roberto Barahona Lagos y egresar tanto como aviador o como mecánico de aviación; la academia cuenta con la fama necesaria para forjar a un futuro astronauta o ingeniero de vuelo y es comprobable fehacientemente con la calidad de los estudiantes egresados, pero la falta de intereses castiga siempre a los soñadores. Por su parte, la Feria de las Ciencias estudiantiles, son materia prima de inventos novedosos, es allí donde debe actuar en primer plano el profesor que vela por apoyar a los alumnos en su proyecto, en segundo lugar el cuadro de supervisores que examina el proyecto y en tercer lugar el ente gubernamental -en este caso, la Secretaría de Educación Pública de Honduras-. En el año 1990, un proyecto "Tecnología y Ciencia" presentado en el Instituto Álvaro Contreras, llamó sumamente la atención de las instituciones primarias y secundarias vecinas a Santa Rosa de Copán, el proyecto en sí, era un stand en el cual se presentaban unas maquetas, una creación a escala del Transbordador espacial y torre de lanzamiento, como así de una pista con varias maquetas de aviones a reacción y pegado en la pared tanto la historia de la carrera espacial como los satélites y sondas enviados al espacio en miniatura; los miembros de ese grupo estudiantil estaban: Roger Tábora, Susana Tábora, Lorena Espinoza, Lorena Fajardo, Francis Díaz y José Urquía (coordinador), el proyecto reunió las expectativas científicas y abrió camino a varios jóvenes en sus estudios futuros. Francis Díaz, egresó de la carrera de Química y Farmacia en la UNAH, Susana Tábora como Cirujana dental, los demás como abogados y contables.
Honduras, entró en la historia de la automoción con el único modelo de vehículo fabricado en 1970, denominado "Compadre" que utilizaba un motor de marca Mitford de origen inglés, de dichos ejemplares solo subsisten dos unidades en buenas condiciones en Honduras en la actualidad, además fue también vendido en las repúblicas de El Salvador y Nicaragua. 
En la década de los ochenta, se ensambló en Honduras el primer robot con partes traídas de los Estados Unidos de América. 
En 2014, los estudiantes de ingeniería en sistemas de la UNAH, Carlos Flores Girón y Jorge Esquivel, lograron crear un robot al que llamaron "Catrachito" y el cual es controlado por la voz humana.
Seguidamente en 2015, en Honduras se avanzan con las investigaciones robóticas como la de un brazo mecánico (robótico) funcionando con un avanzado software, además de la introducción a la Impresión en 3D, la Realidad virtual, etc..
Francisco, es un robot comercial adquirido para educar a niños sampedranos. La robótica en Honduras es un campo al que las universidades e instituciones técnicas no quieren entrar de lleno, lo costoso de las investigaciones, como lo difícil de conseguir patrocinio para un proyecto reduce a un 10 % la propia dedicación hacia estas directrices de la ingeniería. Por otro lado, la informática y la creación de software sencillo están al tanto de algunos centro educativos básicos.

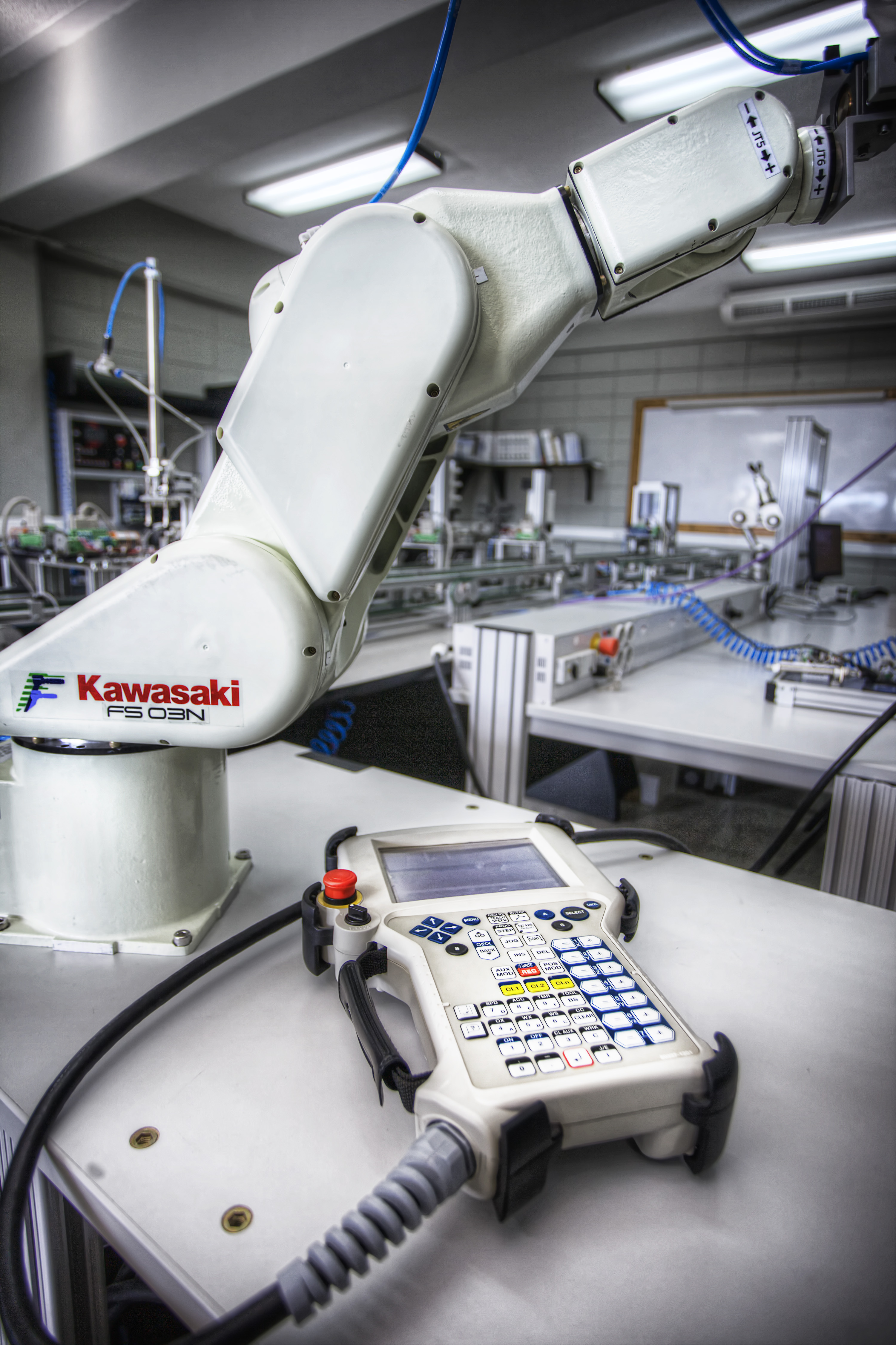
Brazo robótico del Laboratorio de Mecatrónica de la Universidad Tecnológica de Honduras.

Algunos hondureños que han podido salir adelante fuera del país, desarrollando sus investigaciones son: 
- José Gómez Márquez, quien es docente de D-lab del MIT en Estados Unidos de América y que además fue galardonado con el Premio de la Revista Technology Review.
- El joven Luis Fernando Cruz, creador del dispositivo "EyeBoard",[35][36] La revista de la National Geographic Society publicó un artículo sobre este interesante invento.
- Agustín Martínez Perdomo, creador de un motor que funciona sin combustible y en su lugar usa un magneto de Neodimio.[37]
- El informático Ángel Joaquín Castillo, fundó su propia empresa CLUVIN, que se dedica al marketing digital.[38]
- Keneth A. Silva licenciado en mercadotecnia es el creador de una mochila con cargador solar, que denominó Solar Bakpak. el funcionamiento es sencillo, los paneles solares cargan una batería que va depositada dentro del cuerpo de la mochila y con ella puede cargar su teléfono celular y otros aparatos recargables.[39]
- Melvin Enmanuel Cruz Molina fue premiado con el galardón Ciencia y Conocimiento del Instituto Nacional de la Juventud en Casa Presidencial de Honduras en 2016, en reconocimiento de su invención, construir la primera prótesis de Honduras y entregarla gratuitamente mediante la Fundación GUALA MANOS.[40]

| Nombre                               | Invento                            |
| Carlos Flores Girón y Jorge Esquivel | robot "Catrachito"                 |
| Luis Fernando Cruz                   | EYEBOARD                           |
| Suany Martín                         | Upant                              |
| Agustín Martínez Perdomo             | Motor que funciona sin combustible |
| Juan Carlos Osorto                   | Génesis Apparel                    |
| Keneth A. Silva                      | Mochila Solar Bakpak               |
| Ángel Joaquín Castillo               | Empresa CLUVIN                     |
| Melvin Enmanuel Cruz Molina          | Fundación GUALA MANOS              |

## Ciencia de las Telecomunicaciones
En el siglo XIX, Honduras entró en la era de las telecomunicaciones, en aquel entonces se encontraban administrando el país los primos Marco Aurelio Soto como Presidente y Ramón Rosa como Ministro Plenipotenciario, fue cuando se instalarón los primeros cables del telégrafo, después vendría el teléfono, fueron varios los hondureños que fueron al extranjero a estudiar el Código morse, como la instalación de cables telegráficos y telefónicos. Ya a mediados del siglo XX con la llegada de la era computacional fueron traídos al país los primeros computadores IBM que servían en los centros gubernamentales y los cuales eran operados por personal cualificado, en su utilización recordamos la tarjeta perforada, seguidamente la cinta magnética, el disco fléxible y el disco de 3,5, utilizados en los dispositivos personales de la tercera generación aparecida en la década de los ochenta, se abrieron varias escuelas computacionales y tálleres donde se enseñaba el uso de las lenguas de programación, como COBOL, FORTRAN, PASCAL, ADA y el MS-DOS y seguidamente el popular Microsoft Windows. Los Tres Poderes de Estado del gobierno de Honduras implementarón sistemas informáticos accesibles para los funcionarios como para la población, previamente en 1979 fue creado el Centro Nacional de Informática (CENI), como entidad especializada del entonces Ministerio de Hacienda y Crédito Público, seguidamente en 1989 se creó la Unidad Presidencial en Organización e Informática y con ello, el nombramiento de un Ministro Asesor Presidencial, ambos el CENI y el Ministerio Asesor Presidencial fueron suprimidos, uno en 1994 y el CENI en 1995 debido a que en 1991 se había creado la Comisión Presidencial de Modernización del Estado creada mediante
Decreto No.190-91, con el cual se pretendía la recopilación de todos los archivos y agendas en una base de datos infoelectrónicas, la que dio sus frutos a partir del 2004 y concluyó satisfactoriamente en 2007; más tarde se creó en 1993 el Consejo Hondureño de Ciencia y Tecnología después mediante Decreto Ejecutivo PCM-003-2004, se creó el Gabinete de Telecomunicaciones, como un órgano de coordinación superior para asesorar al Presidente, las Fuerzas Armadas de Honduras también dispusieron de la colocación de un centro de informática en su sede, como lo hicieron la banca, el comercio, etc. El Internet llegaría a Honduras en la década de los noventa, abriendo así nuevos puestos de trabajo y nuevas carreras en los institutos de secundaría y universidades, el cable se cambió a la Fibra óptica y se instaló en el país a partir de 1994, -mucho antes que algunos países europeos, debido a sus leyes de protección al consumidor- seguidamente con el aparecimiento de los teléfonos inteligentes o smartphones llegan nuevas sendas y oportunidades de abrirse camino dentro de un campo novedoso, como lo es la creación y gestión de aplicaciones o apps para uso doméstico, educativo, social, médico, de seguridad "Los gobiernos están buscando apoyo de la tecnología. Las start-ups que aporten soluciones crecerán..." Desde la Primera Guerra Mundial apareció un fenómeno que hasta los días de hoy no se ha podido controlar, como lo és, la fuga de cerebros de países tanto de segundo y tercer nivel, hacia los de primer nivel, este desborde de inteligencia no retornable, es él que realiza cambios efectivos dentro de los parámetros en empresas privadas y gestiones administrativas de gobiernos extranjeros.

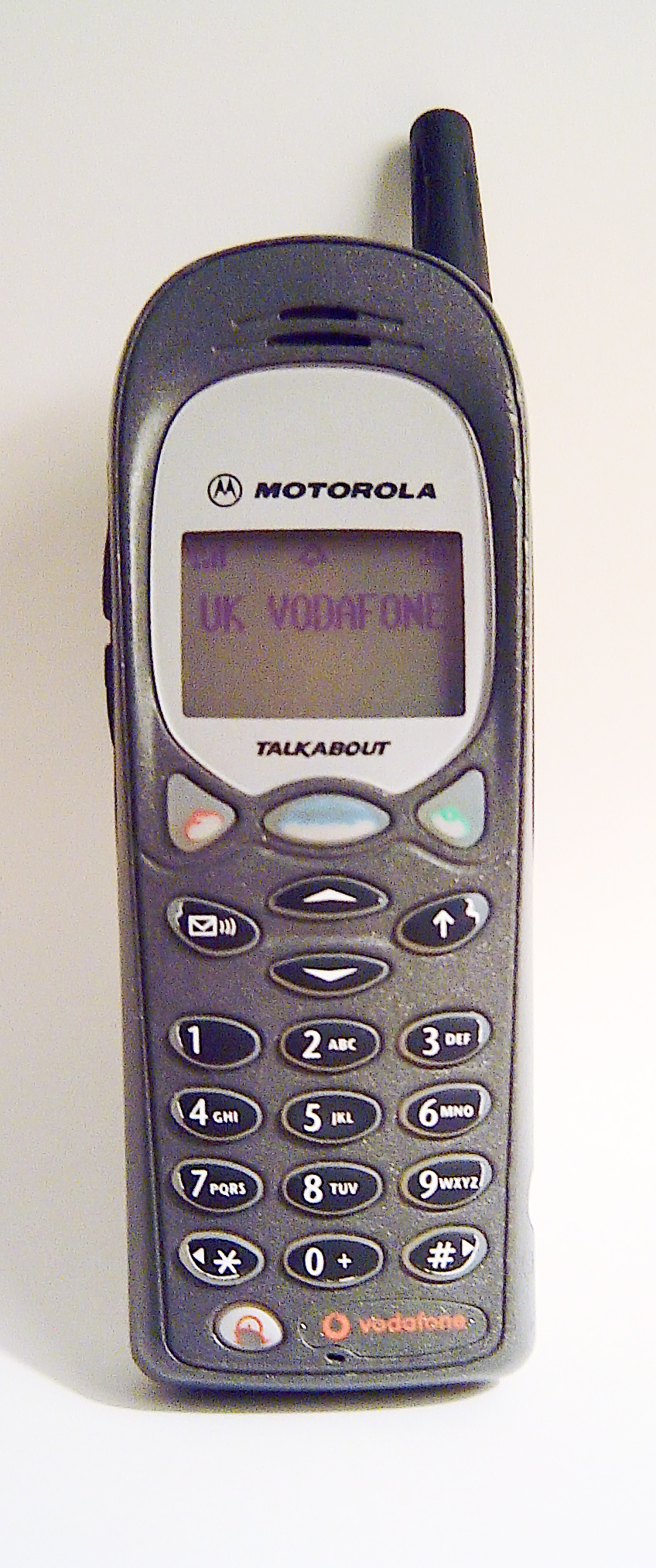
Motorola T2288 TALKABOUT analógico, un móvil famoso y accesible que se usó en Honduras.

El teléfono celular analógico, entró a Honduras en la década de los noventa, la encargada de otorgar permisos para operar en el país eran tanto HONDUTEL como de organizar las transmisiones la Comisión Nacional de Telecomunicaciones de Honduras CONATEL, la compañía Celtel fue la primera operadora de teléfonos móviles y su aceptación fue en pequeña escala, ya que solo empresarios y funcionarios públicos de alto "standind" podían comprarse una terminal móvil de las primeras como lo era el de marca Motorola, seguidamente y más accesible fue la utilización del Beeper o buscador, después de la tecnología analógica CDMA fue presentada la conexión digital y la introducción del chip o tarjeta SIM con número telefónico y capacidad de datos, seguidamente con el paso de los años, vendría la comunicación 3G y nuevos modelos de terminales con amplia velocidad en internet y capaces de almacenar gran cantidad de datos, fotos, videos, imágenes, juegos, etc.

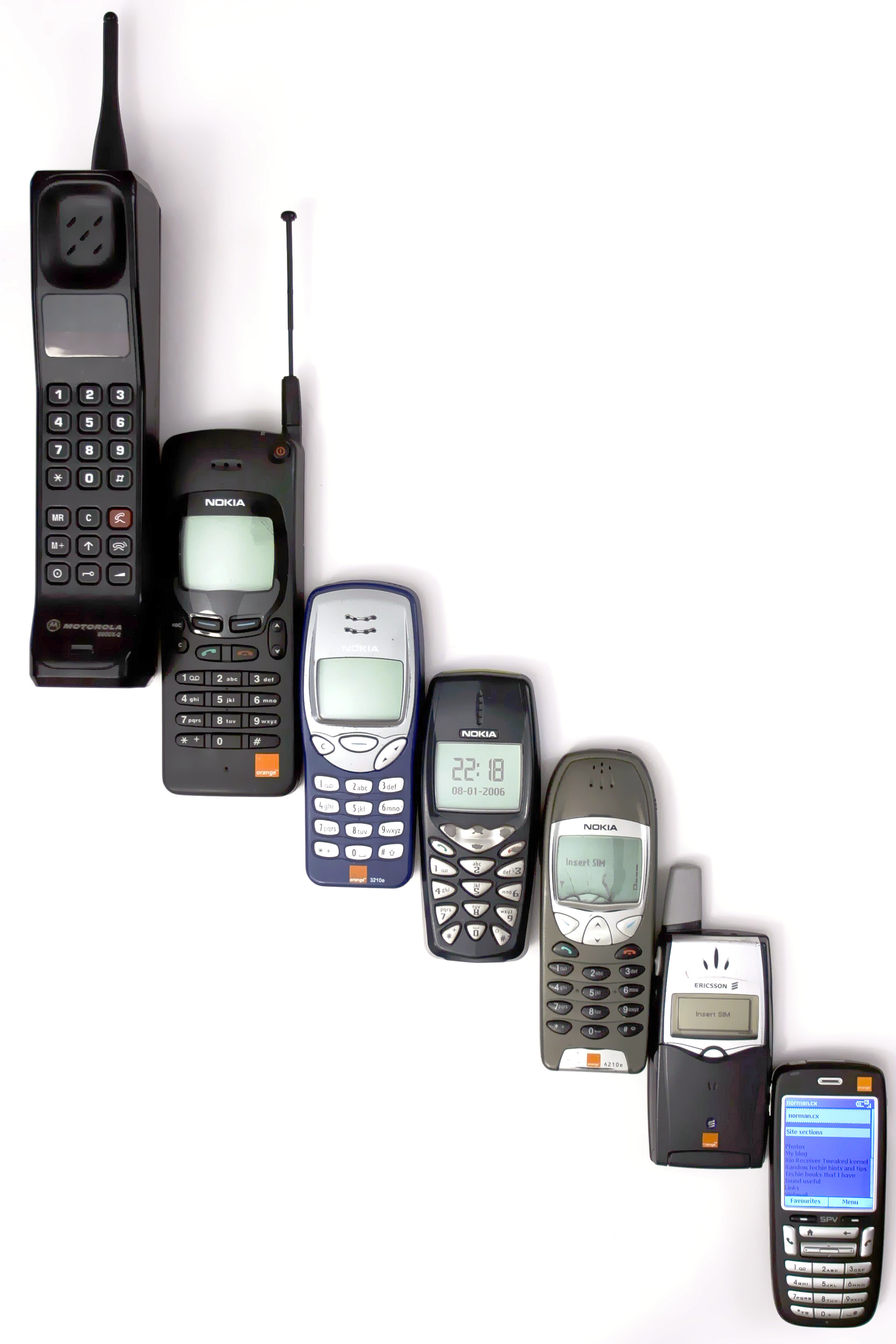
Evolución de los teléfonos móviles.

La mensajería instantánea fue la más utilizada dentro de la utilidad del teléfono móvil celular analógico hasta el 3G, en el siglo XXI las aplicaciones de mensajería instantánea tendrían más auge y aceptación, WhatsApp, Telegraph, Line, Twitter, Vine, Instagram, Tuenti, etc. han desplazado al correo en papel, a las tarjetas postales, a las tarjetas de invitaciones y felicidades; hasta al correo electrónico o correo electrónico que tuvo su importancia en los noventa con Yahoo, Google, Hotmail, Hi5, etc.
Christian Umaña, es un hondureño que diseña y fábrica en China donde se vende tecnología bárata al mundo. Él es el dueño de Amgoo, la marca que tiene el teléfono inteligente más barato del mundo (US$30).
Al tercer trimestre del año 2016, Honduras registraba que de cada 100 hondureños 89 poseen una línea de teléfono celular móvil, el total de abonados de ésta telefonía móvil se encuentra en 591 277 en modalidad pospago y 7 143 671 en modalidad de prepago (92,36 %) según informes de la Comisión Nacional de Telecomunicaciones (CONATEL) los abonados de líneas de teléfono fijo es de 462 333 lo que significa una caída de 6,58 % según HONDUTEL. El número de usuarios de Internet por cada 100 hondureños alcanzó el 27,1 durante 2015, lo que equivale a que cada 27 habitantes de 100 accesan a la web. En América Latina, Honduras se encuentra con el acceso a la telefonía de 4G con 0,78 %, lo que resulta que muchos usan aún la 3G.
Kevin Lara, Arnold Gutiérrez y Henry López, los dos primeros siendo estudiantes de la Universidad Tecnológica de Honduras (UTH) crearon y desarrollaron la aplicación UTH Móvil con esta herramienta, se facilita la interacción entre estudiantes y maestros, se puede consultar horarios, clases, matrícula, calificaciones, etc. en la actualidad la aplicación se encuentra en actualización para perfeccionarla y que pueda realizarse más gestiones de la propia universidad.

### Red social
Los hondureños usan las redes sociales comúnmente como lo hacen en el resto del mundo, las descargas de las apps más comunes como Facebook, Twitter, WhatsApp, Line, etc. para estar al corriente de la vida cotidiana comunal; si bien es cierto, la Ley de protección de datos no está al cien por cien vigente en el país centroamericano, es cuando se debe usar y priorizar una adecuada normativa y así disminuir la criminalidad en el uso de las redes sociales. En plena segunda década del siglo XXI los nuevos usuarios denominados "Millennials" usan estas redes de comunicación instantánea como un verdadero especialista o FOMO (fear of mising out) o miedo a perderse algo importante, en contraposición del JOMO (Joy of missing out) que sería disfrutar de perderse lo importante de los usuarios. La revolución de Egipto, Túnez, Libia, etc y las manifestaciones sucedidas en Madrid, Londres, París, etc. fueron realizadas mediante mesajerías instantáneas, y hasta los reclutamientos hechos por los terroristas yihadistas fueron realizados -online- por estas herramientas y es allí donde actúa la cordura ante la tecnología.

## Ciencias policiales

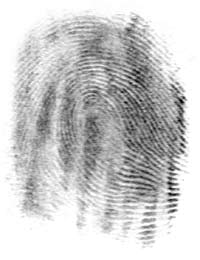
Foto de una impresión digital recogida en un procedimiento

La primera policía de la historia de Honduras en el siglo XIX, tuvo que lidiar con grandes problemáticas de identificación de sospechosos; en dicha época ya se contaban tanto con dibujos de expertos que delineaban los rostros de los posibles autores y luego llegó la Cámara fotográfica que fue un gran impulso al archivo policial; pero aun así, los indiciados podían evadir la justicia valiéndose de cambios físicos; seguidamente con la implementación del registro de la huella dactilar a finales de dicho siglo, empezó una moderna era en el registro de sospechosos en casos donde se podían recoger huellas, como lo hacían las antiguas policías de investigación nacional hondureña como el Cuerpo Especial de Seguridad (CES) y sucesivamente la DNI que fue parte de la Fuerza de Seguridad Pública (FUSEP) comandada por las Fuerzas Armadas de Honduras, hasta su desvinculación en la década de los noventa para convertirse en la Policía Nacional de Honduras. La nueva Policía de Investigación Criminal (DIC) de 1994 era más civil y técnica, en cuanto a contar con el grupo Especialista Forense en Escenas del Crimén o EFEC que resolvieron tantos casos de la mejor manera en cuanto a las posibilidades científicas e instrumentalización que contaban; seguidamente la ciencia médica fue descubriendo nuevos adelantos en la herencia y compatibilidad humana con respecto al grupo sanguíneo, es así que al implementarse esta nueva técnica criminalística fue posible identificar culpables y resolver casos concretos, donde había muestras de sangre y así sucesivamente se implementó la técnica de verificación del ADN y más sucedánea el reconocimiento del Iris. Junto con la DIC también apareció el Ministerio Público de Honduras y la Dirección de Ciencias Forenses y toxicología, la cual es el órgano investigativo médico forense que determina las causas de lesiones o muerte de una persona según la tanatología. El Departamento de Balística que es la encargada de recuperar las evidencias cuando se tratan de armas de fuego o casquillos de bala, se trata de identificar el tipo modelo y marca de arma, calibre, observación de ranuras y estrías de las ojivas recuperadas en el tanque. Asimismo el Departamento de Toxicología que es el encargado de determinar la calidad y cantidad de sustancia sicotrópica que posee un individuo.   
El gobierno hondureño en 2014 creó un grupo policial técnico informático para resolver casos en los cuales amerite la implementación de extraer información de teléfonos móviles "smartphones" y de computadores personales, así como la identificación de usuarios de dichos terminales, como también la identificación mediante la Dirección IP, ya en el nuevo siglo también se anexan tanto a todas estas herramientas de investigación policial, las aplicaciones para dispositivos móviles y portátiles que pueden dar mejor resultado en la identificación de un sospechoso.

## Ciencia y tecnología en la Educación pública hondureña

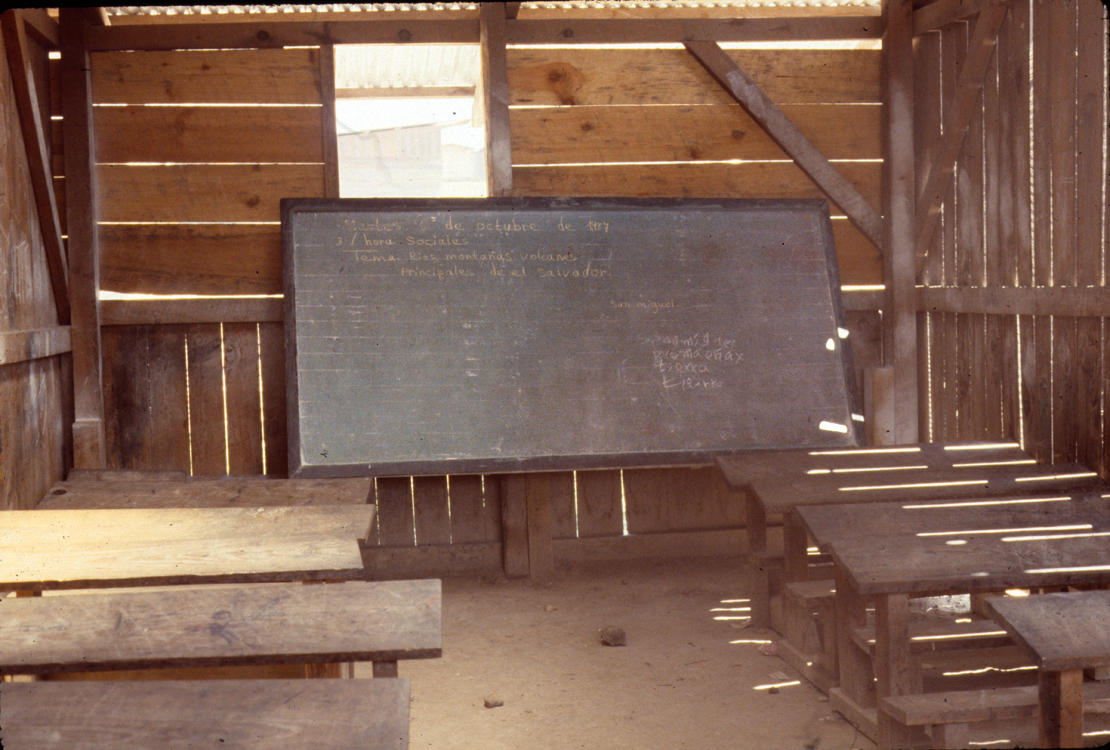
En pleno, así es el aspecto de algunas escuelas primarias en Honduras.

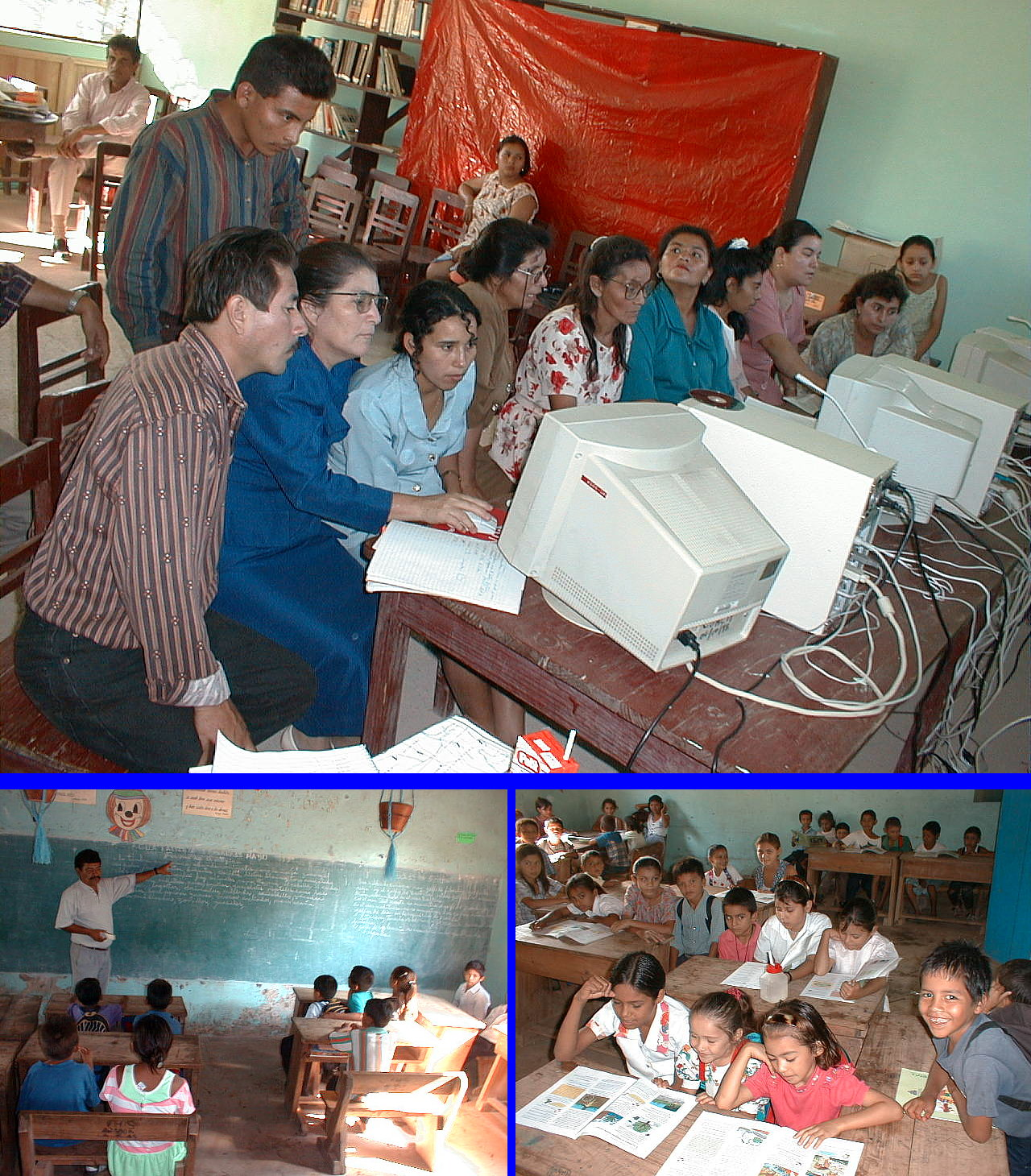
En el año 1999 UNESCO comenzó a facilitar entrar a la era computacional en las escuelas de Honduras.

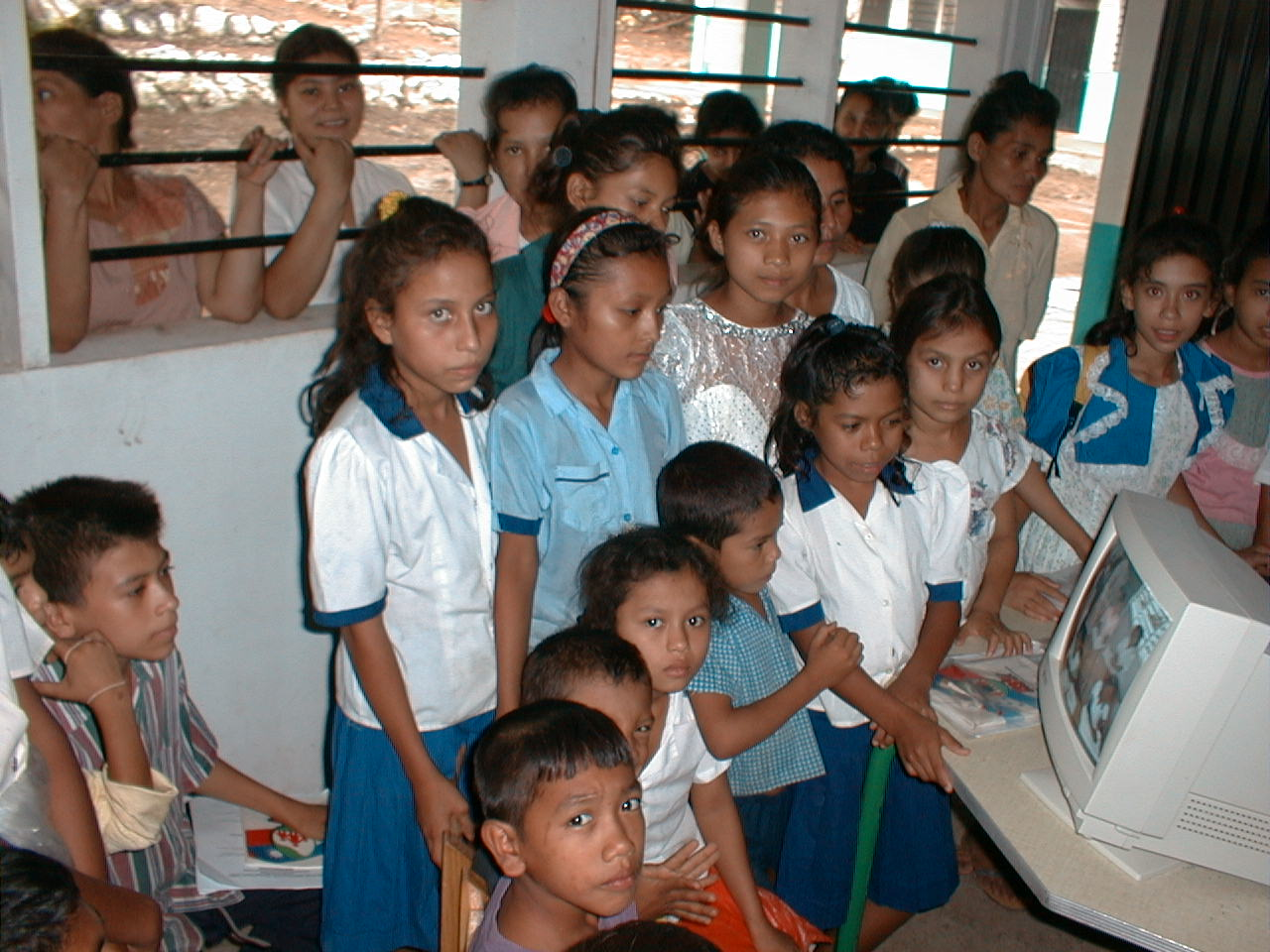
Niños en 1999 conociendo el funcionamiento de un computador personal, gracias a la UNESCO que proporcionó la instalación de una planta de energía solar.

El primer centro de estudios actualmente en la república de Honduras es la Universidad Nacional Autónoma de Honduras fundada primeramente como "Universidad Nacional de Honduras" el 19 de septiembre de 1847, en la ciudad de Tegucigalpa y abrió con una única carrera la de Derecho, seguidamente viendo la necesidad médica en el país, se creó la carrera de Medicina y después abriría la de Ingeniería, Química, etc. En 1957 se declará su autonomía convirtiéndose en valuarte de la educación hondureña. En 1960, es fundada dentro de la Universidad Nacional Autónoma de Honduras el Centro de Estudio Generales de la cual, los estudiantes egresan con Licenciatura en varios campos, todo esto, antes de ser fundada la Universidad Pedagógica Nacional Francisco Morazán, denominada antes "Escuela Superior del Profesorado", la cual es actualmente la encargada de egresar a los futuros educadores en sustitución de las Escuelas de Magisterio.
El 3 de octubre de 1963 el General Oswaldo López Arellano, derroca mediante golpe de Estado al presidente doctor Ramón Adolfo Villeda Morales, entre sus logros administrativos estuvo la fundación del: Centro Técnico Hondureño-Alemán en San Pedro Sula. El Instituto Nacional de Formación Profesional (INFOP) creado en 1972, fue el primer centro para apoyar y estimular la educación técnica en Honduras; egresarón de éste muchas personas que fueron el motor del país en las décadas siguientes. 
El Consejo Hondureño de Ciencia y Tecnología (COHCIT) fue creado en el año de 1993, con el propósito de promover, estimular y fortalecer el desarrollo científico y tecnológico en la república de Honduras. En el año 2000, el COHCIT promovió becas para apoyar la formación del capital humano hondureño y seguidamente el IHCIETI Instituto Hondureño de Ciencia, Tecnología y la Innovación, fue creado en el año 2010 con el fin de sustituir al COHCIT en Honduras en cuanto a la innovación La Dirección General de Propiedad Intelectual de Honduras (DIGEPIH) es la encargada de registrar y proporcionar seguridad a los inventos y creaciones de los hondureños.
Evolución de la tecnología en la educación en Honduras
| Tecnología          | Época                      | Tipo                                           | Utilización                                    |
| ------------------- | -------------------------- | ---------------------------------------------- | ---------------------------------------------- |
| Glifos sobre rocas  | Siglos III a. C. - V d. C. | Información de astronomía, matemáticas, etc.   | Cultura Maya en Copán                          |
| Papel y lápiz       | Siglos XVI - presente      | Herramientas indiscutibles para el aprendizaje | Escuelas                                       |
| Pizarra             | 1890                       | Rectángulo de madera pintado en negro          | Escuelas y universidad                         |
| Radio               | 1920                       | Facilidad de la educación a distancia          | Escuela y hogar                                |
| Proyector           | 1930                       | Proyector de diapositivas                      | Uso de imágenes en el aprendizaje              |
| Bolígrafo           | 1930                       | Pluma estereográfica para escribir en papel    | Centros de educación, oficinas, etc.           |
| Scantron            | 1972                       | Reconocimiento de marcas en documentos         | Centros de educación y oficinas                |
| Computadora         | 1981                       | Computador personal                            | Institutos Técnicos Informáticos               |
| Calculadora         | 1985                       | Calculadora científica                         | Centros de educación comercial                 |
| Internet            | 1996                       | Herramienta para búsqueda de información       | Institutos Técnicos Informáticos/Universidades |
| Pizarra interactiva | 1999                       | Panel que permiten la interactividad           | Universidades                                  |
| Móvil y Tableta     | 2007 - 2010                | Existen aplicaciones para estudiantes          | Institutos y Universidades                     |

La historia educativa de Honduras, muestra severos baches en su trayectoria recorrida, mismos que no han podido ser debidamente arreglados, corregidos y/o eliminados, en el pasado la Iglesia y las Fuerzas Armadas desarrollaban la formación de líderes, a pesar de las turbulencias financieras y económicas, los centros educativos superiores alimentaban a aquellos que podían costearse sus estudios, en estos días, eso es una tarea difícil para un soñador con sed de triunfar. Honduras quedó estigmatizada con dos administraciones gubernamentales sumamente reprochables y a la vez enriquecidas con libertad y derechos; la primera fue la gestión presidencial del Doctor y general Tiburcio Carías Andino y su longeva dictadura apoyada por el gobierno de los Estados Unidos de América, en la cual también se dio apoyo a empresarios tanto nacionales como extranjeros, se otorgaron becas a estudiantes, creó y fundó la Escuela Nacional de Bellas Artes que impulso a los artistas jóvenes, asimismo reformó la Escuela Militar tanto de aviación, como la de tierra, los suboficiales egresaban capacitados para enfrentarse a retos en el país, como en el extranjero. La segunda fue la administración constitucional y liberal del doctor Carlos Roberto Reina, en su inolvidada "Revolución Moral" promocionó el establecimiento del "Estado de Derecho en Honduras" mismo que anunciaba la creación de entes gubernamentales para la seguridad y protección del pueblo civil, se priorizó en eliminar el Servicio Militar Obligatorio mismo que usaba las Fuerzas Armadas para engrosar sus filas; si bien es cierto que los reclutas realizaban un servicio constitucional a la patria y además del conocimiento y manejo de las armas estudiaban primaria y secundaria y otros cursos técnicos, otros únicamente desaprovechaban aquel empuje para ahogarse en la precariedad de la delincuencia. Las oficinas de Derechos Humanos en Honduras aparecieron en tal administración de forma contundente, se registraron miles de denuncias de desaparecidos en la era pasada de golpes militares, los informes de corrupción militar y abuso de autoridad inundaban los archivos de los tribunales, mientras en el Congreso Nacional se emitían leyes, no aptas para un país del tercer mundo. El Ejército perdió autonomía y miles de jóvenes que «debían servir a la patria» se convirtieron en delincuentes en potencia. La Policía Nacional de Honduras fue separada del mando castrense y nació una policía civil de inteligencia e investigación, apoyada por instructores internacionales, la misma no funcionó como se esperaba y continuó sumida en las transmutaciones siguientes hasta la actualidad. Para disponer de un ejemplo radical: un cadete egresado de una academia militar lo hacía como alférez o subteniente, su continuidad académica la podía realizar en alguna universidad o colegio superior de oficiales ya sea en el país o en el extranjero, mientras un recluta o soldado del Ejército de Honduras o Policía Nacional (hasta antes de 1994) analfabeto o con educación primaria, podría aspirar a realizar una educación secundaria y en menores casos superiores o una carrera u oficio técnico para desenvolverse en la vida. Por otro lado, la población estudiantil rural con poca ayuda tanto económica, como logística se hunde en un enorme atolladero del cual no hay salida, ni remedio eficaz con el cual pueda evolucionar factiblemente y se presenta al mundo en el siglo XXI con un atraso monumental.

### Hondureños graduados en el extranjero
A continuación, destacados hondureños que han egresado de universidades extranjeras y han servido a la patría como ejecutivos y funcionarios en la administración pública.
| Nombre                                         | Título                 | Universidad                                                       | Otros datos                                                   |
| ---------------------------------------------- | ---------------------- | ----------------------------------------------------------------- | ------------------------------------------------------------- |
| Dionisio de Herrera                            | Licenciado en Derecho  | Universidad de San Carlos de Guatemala                            | Primer jefe de Estado de Honduras                             |
| Argentina Díaz Lozano                          | Periodista             | Universidad de San Carlos de Guatemala                            | Novelista nominada al Premio Nobel de Literatura              |
| José Cecilio del Valle                         | Licenciado en Derecho  | Universidad de San Carlos de Guatemala                            | Miembro del Triunvirato Presidencial Centroamericano          |
| Juan Lindo                                     | Licenciado en Derecho  | Universidad de San Carlos de Guatemala                            | Presidente de Honduras y de El Salvador                       |
| Juan Antonio Medina Orellana                   | Licenciado en Derecho  | Universidad de San Carlos de Guatemala Universidad de El Salvador | Presidente de Honduras                                        |
| Felipe Neri Medina Córdova                     | Licenciado en Derecho  | Universidad de San Carlos de Guatemala                            | Presidente de Honduras                                        |
| Vicente Mejía Colindres                        | Médico                 | Universidad de San Carlos de Guatemala                            | Presidente de Hondura                                         |
| Francisco Bográn Barahona                      | Médico                 | Universidad de San Carlos de Guatemala                            | Presidente de Honduras                                        |
| Luis Bográn                                    | Licenciado en Derecho  | Universidad de San Carlos de Guatemala                            | Presidente de Honduras                                        |
| Miguel Paz Barahona                            | Médico                 | Universidad de San Carlos de Guatemala                            | Presidente de Honduras                                        |
| Ramón Rosa                                     | Licenciado en Derecho  | Universidad de San Carlos de Guatemala                            | Ministro Plenipotenciario de Honduras                         |
| Marco Aurelio Soto                             | Licenciado en Derecho  | Universidad de San Carlos de Guatemala                            | Presidente de Honduras                                        |
| Roberto Suazo Córdova                          | Médico                 | Universidad de San Carlos de Guatemala                            | Presidente de Honduras                                        |
| Justo Vicente José de Herrera y Díaz del Valle | Licenciado en Derecho  | Universidad de San Carlos de Guatemala                            | Jefe de Estado de Honduras                                    |
| José Nicolás Irías Midence                     | Doctor en Leyes        | Universidad de San Carlos de Guatemala                            | Vicario pretempore del Obispado de Honduras.                  |
| Salvador Moncada                               | Médico                 | Universidad de El Salvador                                        | Nominado al Premio Nobel de Medicina                          |
| Juan Ángel Arias Boquín                        | Médico                 | Universidad de El Salvador                                        | Presidente de Honduras                                        |
| Francisco Bertrand Barahona,                   | Médico                 | Universidad de El Salvador                                        | Presidente de Honduras                                        |
| Salvador Aguirre                               | Abogado                | Universidad de El Salvador                                        | Presidente de Honduras                                        |
| Romeo Vásquez Velásquez                        | Abogado                | Universidad de El Salvador                                        | Jefe del Estado Mayor de las Fuerzas Armadas de Honduras      |
| Jorge Arturo Reina                             | Abogado                | Universidad de El Salvador                                        | Rector de la Universidad Nacional Autónoma de Honduras        |
| Abraham Williams Calderón                      | Ingeniero              | Instituto Tecnológico de Massachusetts (MIT)                      | Vicepresidente de la administración de Tiburcio Carías Andino |
| Jaime Rosenthal                                | Ingeniero              | Instituto Tecnológico de Massachusetts (MIT)                      | Vicepresidente de la administración de José Azcona del Hoyo   |
| Carlos Flores Facussé                          | Ingeniero              | Universidad Estatal de Luisiana                                   | Presidente de Honduras                                        |
| Mary Elizabeth Flores                          | Abogada                | Universidad Estatal de Luisiana                                   | Embajadora de Honduras ante la ONU                            |
| Ricardo Maduro                                 | Licenciado en Economía | Universidad de Stanford                                           | Presidente de Honduras                                        |
| Ramón Villeda Bermúdez                         | Veterinario            | Universidad de Pisa                                               | Ministro y aspirante presidencial                             |
| Rafael Leonardo Callejas                       | Licenciado en Economía | Universidad de Misisipi                                           | Presidente de Honduras                                        |
| José Azcona del Hoyo                           | Ingeniero              | Instituto Tecnológico y de Estudios Superiores de Monterrey       | Presidente de Honduras                                        |
| Carlos Gutiérrez Lozano                        | Abogado                | Universidad de Boston                                             | Ministro Plenipotenciario de Honduras en Europa               |

Si se revisa la educación de los presidentes que ha tenido en la historia, la república de Honduras, se comprobará que en su mayoría todos tienen educación superior o universitaria y son pocos los que no llegan a ese nivel académico, únicamente el general José Coronado Chávez que llegó a ser el Cuarto Presidente constitucional del Estado de Honduras en el periodo de 1845 a 1847, era de oficio carpintero aparte de militar. Como manifestó Craig Calhoun, «un líder destaca por la energía, la integridad y la libertad de pensamiento; no basta con nacer para ello, hay que aprender a serlo [...]»: incluso en esas condiciones, el presidente Chávez emitió mediante Decreto gubernamental de fecha 10 de marzo de 1846, brindar el apoyo suficiente a la Academia Literaria de Tegucigalpa que era en esos años el centro educativo superior del Estado de Honduras, no habiendo universidad fundada y por lo cual quienes deseaban estudiar una carrera universitaria, tenían que viajar al extranjero. Chávez conocía perfectamente esa situación y la de la nación en sí, y por ello acertó al inclinarse por apoyar la educación nacional: como mencionó Gillian Secrett, «un líder no es un mánager, sino alguien capaz de inspirar, comunicar efectivamente y tener coraje para tomar decisiones [...]» Por su parte, el Jefe Supremo de Estado de El Salvador el hondureño y licenciado Juan Lindo y Zelaya en fecha 16 de febrero de 1841 aprobó el Decreto Legislativo de Fundación de la Universidad de El Salvador y más tarde, el mismo Lindo y Zelaya electo como el Quinto Presidente constitucional del Estado de Honduras en el periodo de 1848 a 1852, decretó la creación de la Universidad Nacional de Honduras un 19 de septiembre de 1847, Lindo fue un audaz estadista y confiaba tanto, en que la mejor forma de merecer un respeto y desarrollar una nación, es en la que el pueblo cuente con una buena y asequible educación. Los restos de Juan Lindo y Zelaya se encuentra sepultados en el Fuerte San Cristóbal de la ciudad de Gracias, en su tumba se encuentra una inscripción, que dice: "Puedes ser un gobernante odiado de tu tiempo, pero si quieres que te favorezca el voto de las generaciones venideras, !Abre escuelas!. Juan Lindo."
El Instituto Nacional de Estadística de Honduras (INEH) informó, que para el año 2015 había 400.000 analfabetas menos en el país; la tasa nacional de analfabetismo era de 12,1 % y 7,8 años de escolaridad promedio, la tasa de analfabetismo es similar en hombres y mujeres. Reducida cifra que resalta la Jornada Nacional de Alfabetización iniciada en el año 2013 a nivel nacional. Las personas entre los 15 a 18 años tienen la menor tasa de analfabetismo contra la presentada por los de 60 años, las mujeres de edad de 19 a 24 años tienen la menor tasa de analfabetismo y más AEP (Años de Escolaridad Promedio), las mujeres entre 15 a 35 años de edad tienen menor tasa de analfabetismo y más AEP que los hombres. Una gran parte de la Jornada de Alfabetización en Honduras, es realizada no por maestros, si no que, por los mismos estudiantes se secundaria previa presentación de su TES (Trabajo Educativo Social), cada joven alfabetiza a tres personas en un plazo determinado y para ello, debe presentarse al hogar de los escogidos los cuales en su mayoría residen en barrios marginales y peligrosos de las ciudades importantes, arriesgando con ello su integridad física, todo por lograr egresar de sus estudios. Según el Observatorio de la Violencia de la Universidad Nacional Autónoma de Honduras, la cifra espeluznante es de 21 000 estudiantes los que ha perdido la vida de diferente forma y consecuencia a nivel nacional. Si la educación es un deber de todo hondureño, también la seguridad del estudiante debe ser priorizada, como consecuencia de la falta de protección ciudadana, miles de estudiantes dejan las aulas por diferentes motivos, otros cientos optan por trabajar en condiciones precarias, otros optan por dejar los libros por las armas, gran parte se convierte en "dreamers" dejando el país y su familia para realizar el duro trayecto hacia los Estados Unidos y convertir su vida en el "Sueño Americano".
Son muy pocos los estudiantes hondureños que se costean sus estudios en un centro de estudios en otro país; escasos los estudiantes que consiguen una beca en el extranjero y es casi milagroso encontrar el registro de un hondureño que a su vez, sea tanto inmigrante como estudiante, como el caso de Luther Castillo Harris, egresado de la prestigiosa Universidad de Harvard; está universidad que anualmente aparece en los primeros lugares dentro de la lista del QS World University Rankings, como también aparecen la Universidad de Oxford, la Universidad de Stanford, la Universidad de Cambridge y el Instituto Tecnológico de Massachusetts (MIT).
| Nombre                 | Título | Universidad            | Otros datos       |
| ---------------------- | ------ | ---------------------- | ----------------- |
| Luther Castillo Harris | Médico | Universidad de Harvard | Migrante superado |

En el siglo XIX los egresados de cualquier universidad, podían ejercer en cualquier país del mundo, prevío consentimiento de las facultades universitarias locales, para ello debían de homologar su título y realizar un examen. Los profesionales hondureños en la actualidad, aun homologando su título no pueden ejercer en ningún país, para ello deben tanto matricularse en la facultad de su título y realizar ciertos estudios complementarios y después egresar como profesional de dicho país.    
| Época                    | Lugar                  | Homologación y ejercicio | Porcentaje |
| ------------------------ | ---------------------- | ------------------------ | ---------- |
| siglo XIX                | América y Europa       | Sin problemas            | 100 %      |
| siglo XX antes de 1960   | América y Europa       | Con problemas mínimos    | 80 %       |
| siglo XX después de 1960 | América y Europa       | Con problemas            | 60 %       |
| siglo XXI                | América, Europa y Asia | Con problemas            | 5 %        |

Los estudiantes hondureños no son verdaderamente analizados según su cociente intelectual: muchos de los denominados "superdotados" en las Universidades, escuelas técnicas y de oficios del país terminan administrando un negocio de sus padres, muy pocos logran una beca para continuar estudiando en el exterior y casi nula la presencia de hondureños en el ámbito coloquial científico internacional. El encargado de la Educación del Estado carece de  medios eficaces para identificar a un estudiante inteligente; si bien es cierto que el mismo se evalúa junto con los demás compañeros, también es cierto que al mostrar sus cualidades de aprendizaje y asimilación no es promovido a un curso mayor -mediante un examen de aptitud y conocimientos- como los realizados en otros países. -Para el caso: José Fuentes en el año 2000 se matriculó en Bachillerato sin haber realizado segundo y tercero de ciclo común respectivos, aunque existen registros de su presencia como oyente. Los dos años de bachillerato los cursó y terminó eficientemente como un alumno normal viendo todo el temario completo y hasta realizó el TES (Trabajo Educativo Social), pero en el examen final, los maestros concluyeron que había que degradarlo hasta segundo de ciclo, perjudicando emocionalmente y psicológicamente al individuo, aunque el estudiante realizó segundo y tercero de nuevo y presentó sus certificados, ya no le fue validado el título.- Otro caso es el de Emanuel Briones, un niño hondureño originario de Puerto Cortés, según sus maestros, el niño muestra capacidades intelectuales como un estudiante inteligente, pero no va a clases a la escuela debido a que la Empresa Nacional Portuaria (ENP) no paga las mensualidades, que quedaron acordadas entre dicha empresa y el gobierno de Honduras, para facilitar los estudios al menor.
Mientras en otros países, existe la universidad más allá de los cuarenta años de edad y por madurez, como también las Pruebas de Acceso a la Universidad o por Aptitud o PAU, o la prueba SAT y TOFEL usadas por el Instituto Tecnológico de Massachusetts (MIT) en Honduras continúa en un sueño inalcanzable, las mismas leyes dejan al descubierto el claro favorecimiento de mantener a una sociedad en el analfabetismo y es allí, donde actúa la política, con los menos desfavorecidos ofreciendo nuevos centros de educación y de facilidades de estudio. En cuestiones de subdesarrollo, los representantes del pueblo digieren y emiten sendos decretos beneficiando a unos pocos de la sociedad hondureña, mientras la educación masiva del pueblo se queda estancada en escuelas al aíre libre, en chabolas, en centros deprimentes y anegados con el tiempo, con estudiantes que no saben que hacer al final del año lectivo.

## Honduras en el Espacio
A lo largo de la historia moderna de la República Centroamericana, se contempló con una participación en la carrera espacial, brindada hacia los Estados Unidos de América y su organismo ejecutor la Administración Nacional de Aeronáutica y Espacio (NASA), si bien, durante el vuelo del Proyecto Apollo la radio estación de Honduras estuvo pendiente de las transmisiones de la nave espacial en 1969 y mismas que eran a su vez retransmitidas a la Base en Houston, Texas. 
Honduras ha ocupado satélites estadounidenses para la contemplación del clima, para la delimitación fronteriza y hasta para salvaguardar su espacio territorial, usando para ello sistemas GPS. Para el estudio académico la Universidad Nacional Autónoma de Honduras (UNAH) constituyó la Facultad de Ciencias Espaciales y la fundación de un telescopio astronómico, de igual forma la Western International School de educación media y secundaria posee su propio telescopio astronómico, con el fin de fomentar el estudio de los astros celestes.     
Para el 2024 se estima el lanzamiento del satélite Morazán, con participación del Sistema de la Integración Centroamericana (SICA), la Universidad Nacional Autónoma de Hondura y la Universidad de San Carlos de Guatemala (USAC), la Universidad de Costa Rica (UCR) y el Colegio Federado de Ingenieros y de Arquitectos de Costa Rica (CFIA). El proyecto sigue el estilo del Manual de Ingeniería de Sistema de la Administración Nacional de la Aeronáutica y del Espacio (NASA).
Hondureños laborado en Empresas aeroespciales
- Patricia Eveline Ingeniera trabajado en SpaceX[62]
- Emma Salgado Ingeniera trabajando en SpaceX[63]
- Carol Miselem hondureña laborando en el Centro de Control espacial de la NASA,
- Luis Francisco Bográn, labora en el centro de estudios de la NASA,
- Juan Fernando Gálvez, labora en el centro de estudios de la NASA,
- Marco Cáceres labora en la NASA y en Boeing, EAPS.
- Abraham Rosa Amador, labora en la Agencia espacial NASA.

### El futuro de la educación científica hondureña
La Revolución industrial se llevó a cabo en el siglo XVIII y fue entonces cuando pasó a ser obligatorio que los niños y las niñas recibiesen una educación primaria en escuelas de letras, estas escuelas -denominadas "Escuelas prisión" por Richard Gerver, describe a estos colegios, con aulas parecidas, igual mobiliario, un patio, uniformes, tareas rutinarias y previsibles, con profesores que pasan más tiempo vigilando que enseñando. En el siglo XXI se comienza la Revolución de la Inteligencia o Tercera revolución industrial bautizada así por el economista Jeremy Rifkin, para quien las escuelas deben ser espacios de "coworking" salas de reuniones, taller, cocina, wifi, etc. se trata de aprender a aprender. Para Stephen Heppel la educación en el futuro es que: en el año 2030, nos reiremos de muchas cosas de los colegios de hoy. Se trata de que el alumno investigué, argumente y discuta un tema.
La generación "posmillennial" es aquella que vino a este mundo desde 2006 conectada a la web a los teléfonos inteligentes, es la que no comprende por qué la rutina de las clases en las aulas y a la esclavitud del reloj de acuerdo a las materias que recibirán en quizás un pizarrón el siglo XIX de madera y pintura y tisa, o un pizarrón acrílico y marcadores de colores; en Estados Unidos se práctica el Aula invertida o "flipped clasroom" donde el aprendizaje es semipresencial, se trabaja desde casa conectado a las redes y orientado por un profesor que pone total confianza en el Aprendizaje electrónico móvil "M-learning" donde todos os alumnos cuentan con un dispositivo móvil para aprender.
Toda nueva tecnología tiene detractores, el automóvil lo fue en su tiempo, el avión, la motocicleta, etc. el miedo se olvida al poco tiempo de percibir la utilidad de las cosas. 
En Honduras los nuevos estudiantes se abren camino en la informática en los institutos y universidades politécnicas, donde aprenden desde la historia misma de los aparatos las computadoras y los teléfonos inteligentes "smartphones", su composición y el Sistema operativo como funciona hasta como hacer una Aplicación informática y más avanzado como el Desarrollo de programas para Android e iOS.
Según David Gelernter Profesor de la Universidad de Yale, manifiesta: "La informática nos da un poder increíble. Un buen programador puede crear una cantidad enorme de cosas y luego darles vida con un interruptor. Por eso, a los apasionados de la tecnología les encantan estas máquinas. Sus vidas se basan en ellas. Ansían que sean lo más potentes posible, porque en el fondo es una realización de sí mismos. Pretenden ser los amos de la mente." "A los estudiantes les impondría un curso de humanidades antes de permitirles abrir un libro de informática..." sentenció. Debido a la tecnología de estos días, la mayoría de las personas y no solo los millennials, se atrofian en el intercambio comunicativo, ya no existe el habla persona-persona verbal, sino que se ha cambiado por las redes sociales y mensajes instantáneos, ya no fluye el contacto visual con el interlocutor, sino que se ha cambiado a una forma impersonal, se acortan enormes distancias con la telefonía y la web, pero también se anula lo humano. Lo mencionó Albert Einstein: "Temo el día en que la tecnología sobrepase nuestra humanidad...". Por otro lado, el investigador Hugh Herr manifiesta "Toda tecnología tiene detractores. Pero sería horrible que pudiéramos poner fin a enfermedades y discapacidades y que, por miedo, no lo hiciéramos.", "Antes del siglo XX se diseñaban objetos para ser utilizados. hoy se trata de integrarlos en nuestro cuerpo". Herr es ingeniero en biomecatrónica de Media Lab del Instituto de Tecnología de Massachusetts, ferviente defensor de la biónica y el uso de biotecnología en el cuerpo humano.
El futuro de la educación está ligado con el futuro profesional que laborará en un campo donde exista oferta laboral según sus capacidades y habilidades. Para Richard Freeman la idea conceptual del futuro actual es que: "Los que poseen los robots controlan el mundo." si se retrocede al siglo XIX los trabajadores de textiles de Inglaterra, se preocuparon por la rapidez de los telares mecánicos de aquella época, fue el punto de partida del tema de "Máquinas por hombres", pero, ¿a que grado puede una máquina sustituir a un humano?. Se ha visto que las fábricas automatizadas donde se emplean robots para montar vehículos y otros productos, son eficientes y hay menos tiempo para el almuerzo y comida, no hay accidentes laborales, no hay sueldo, vacaciones, etc. El Primer ejemplar de Inteligencia artificial fue la supercomputadora Deep Blue de IBM, capaz de pensar y ganar una partida de Ajedrez al campeón del mundo Gary Kaspárov; la misma compañía en 2011 creó a Watson un COBOT o Robot Colaborador, Watson es capaz de dar una respuesta buscando en una infinidad de textos médicos de oncología. Es usado tanto por médicos para definir y programar tratamientos, como por banqueros, meteorólogos, etc. Otro COBOT es ROSS, usado como asistente por abogados, este colaborador analiza textos y documentos legales y proporciona una respuesta en sus 20 idiomas que maneja. Un COBOT es un robot colaborador, capaces de construir objetos de forma eficiente y autónoma, un COBOT sustituye el soporte material, posee gran capacidad de aprendizaje y asimilación de datos "Deep Learning" mediante un poderoso sistema conectado a bases de datos y por último, la robotización completa. Siri, S Voice, Google Now son versiones para móviles y dispositivos inteligentes, mientras Cortana es la usada para computadoras de Microsoft. "Fintechs" es un ejemplo de banco (cibernético) sin agencias ni cajeros automáticos, todo se realiza mientras haya una conexión web. Si bien es cierto, la tecnología es un gran avance para la industria, la producción en masa, la eficiencia, etc. los empleos amenazados en un 70% son: Personal administrativo y de secretaría, venta, servicios de restauración, personal de gestión, comercial y técnicos, servicio de correos y reparto de mercancías, personal bancario, personal de almacén, obreros metalúrgicos, personal de contabilidad. casi todos los empleos en los que alguien se sienta delante de una computadora y procesa información están amenazados. "La tecnología no será un sustituto del liderazgo" siempre existirán escuelas de formación profesional y de liderazgo de donde los futuros líderes encuentren y planteen alternativas a la mejor convivencia.
La ciencia en la república de Honduras aún se encuentra en un proceso de gestación debido a la falta de apoyo económico y material; los conocimientos factibles para crear una epistemología científica general y propiamente hondureña quedan varados y aquellos futuros científicos ven inalcanzables la realización de sus proyectos.

## Periodo entre 2014 a 2018
La Agenda digital del gobierno de la república de Honduras comprende la implantación de un prometedor programa para realizarse entre los años 2014 a 2018, dicho programa comprende el descubrimiento de futuros científicos y sus proyectos e inventos, los cuales deben ser desarrollados, probados y registrados en el país. 
Para ello, previamente se emitió una Ley de Ciencia, Tecnología y la Innovación de Honduras; en la cual, el Estado debe promover, orientar y fomentar el adelanto científico, tecnológico y de innovación. Asimismo deberá orientar el fomento de actividades científicas, tecnológicas y de la innovación hacia el incremento de la productividad para lograr el mejoramiento de la competitividad y el Estado deberá establecer disposiciones generales que conlleven al fortalecimiento del conocimiento científico y el desarrollo tecnológico y de la innovación para el efectivo cumplimiento. El gobierno hondureño ha destinado 19 millones de Lempiras para la creación y organización de una red de científicos netamente hondureños.